# Nagy-Britannia az 1992. évi nyári olimpiai játékokon
Nagy-Britannia a spanyolországi Barcelonában megrendezett 1992. évi nyári olimpiai játékok egyik részt vevő nemzete volt. Az országot az olimpián 23 sportágban 371 sportoló képviselte, akik összesen 20 érmet szereztek.

## Érmesek
| Érem  | Versenyző | Sportág      | Versenyszám                    |
| ----- | --- | ------------ | ------------------------------ |
| Arany | Linford Christie | Atlétika     | Férfi 100 m                    |
| Arany | Sally Gunnell | Atlétika     | Női 400 m gát                  |
| Arany | Matthew Pinsent Steve Redgrave | Evezés       | Férfi kormányos nélküli kettes |
| Arany | Garry Herbert Greg Searle Jonny Searle | Evezés       | Férfi kormányos kettes         |
| Arany | Chris Boardman | Kerékpározás | Férfi egyéni üldözőverseny     |
| Ezüst | Raymond Stevens | Cselgáncs    | Férfi félnehézsúly             |
| Ezüst | Nicola Fairbrother | Cselgáncs    | Női könnyűsúly                 |
| Ezüst | Gareth Marriott | Kajak-kenu   | Férfi szlalom kenu egyes       |
| Bronz | Kriss Akabusi | Atlétika     | Férfi 400 m gát                |
| Bronz | Kriss Akabusi Roger Black David Grindley Du’aine Ladejo John Regis Mark Richardson | Atlétika     | Férfi 4 × 400 m váltó          |
| Bronz | Steve Backley | Atlétika     | Férfi gerelyhajítás            |
| Bronz | Sandra Douglas Sally Gunnell Phylis Shmith Jennifer Stoute | Atlétika     | Női 4 × 400 m váltó            |
| Bronz | Sharon Rendle | Cselgáncs    | Női harmatsúly                 |
| Bronz | Kate Howey | Cselgáncs    | Női középsúly                  |
| Bronz | Nemzeti válogatott Gillian Atkins Lisa Bayliss Karen Brown Victoria Dixon Susan Fraser Wendy Fraser Kathryn Johnson Sandra Lister Jackie McWilliams Tammy Miller Helen Morgan Mary Nevill Mandy Nicholls Alison Ramsay Jane Sixsmith Joanne Thompson | Gyeplabda    | Női                            |
| Bronz | Simon Terry | Íjászat      | Férfi egyéni                   |
| Bronz | Steven Hallard Richard Priestman Simon Terry | Íjászat      | Férfi csapat                   |
| Bronz | Robin Reid | Ökölvívás    | Nagyváltósúly                  |
| Bronz | Nick Gillingham | Úszás        | Férfi 200 m mell               |
| Bronz | Robert Cruickshank Lawrie Smith Ossie Stewart | Vitorlázás   | Soling                         |

| Sport         |   |   |    | Összesen |
| Asztalitenisz | 0 | 0 | 0  | 0        |
| Atlétika      | 2 | 0 | 4  | 6        |
| Birkózás      | 0 | 0 | 0  | 0        |
| Cselgáncs     | 0 | 2 | 2  | 4        |
| Evezés        | 2 | 0 | 0  | 2        |
| Gyeplabda     | 0 | 0 | 1  | 1        |
| Íjászat       | 0 | 0 | 2  | 2        |
| Kajak-kenu    | 0 | 1 | 0  | 1        |
| Kerékpározás  | 1 | 0 | 0  | 1        |
| Lovaglás      | 0 | 0 | 0  | 0        |
| Műugrás       | 0 | 0 | 0  | 0        |
| Ökölvívás     | 0 | 0 | 1  | 1        |
| Öttusa        | 0 | 0 | 0  | 0        |
| Sportlövészet | 0 | 0 | 0  | 0        |
| Súlyemelés    | 0 | 0 | 0  | 0        |
| Szinkronúszás | 0 | 0 | 0  | 0        |
| Tenisz        | 0 | 0 | 0  | 0        |
| Tollaslabda   | 0 | 0 | 0  | 0        |
| Torna         | 0 | 0 | 0  | 0        |
| Úszás         | 0 | 0 | 1  | 1        |
| Vitorlázás    | 0 | 0 | 1  | 1        |
| Vívás         | 0 | 0 | 0  | 0        |
| Összesen      | 5 | 3 | 12 | 20       |

| Naponként | Naponként    | Naponként | Naponként | Naponként | Naponként | Naponként |
| --------- | ------------ | --------- | --------- | --------- | --------- | --------- |
| Nap       | Dátum        |           |           |           | Összesen  |           |
| 1.nap     | Július 25.   | —         | —         | —         | —         |           |
| 2.nap     | Július 26.   | 0         | 0         | 0         | 0         |           |
| 3.nap     | Július 27.   | 0         | 0         | 0         | 0         |           |
| 4.nap     | Július 28.   | 0         | 1         | 0         | 1         |           |
| 5.nap     | Július 29.   | 1         | 0         | 2         | 3         |           |
| 6.nap     | Július 30.   | 0         | 0         | 0         | 0         |           |
| 7.nap     | Július 31.   | 0         | 1         | 0         | 1         |           |
| 8.nap     | Augusztus 1. | 2         | 1         | 1         | 4         |           |
| 9.nap     | Augusztus 2. | 1         | 0         | 0         | 1         |           |
| 10.nap    | Augusztus 3. | 0         | 0         | 1         | 1         |           |
| 11.nap    | Augusztus 4. | 0         | 0         | 2         | 2         |           |
| 12.nap    | Augusztus 5. | 1         | 0         | 0         | 1         |           |
| 13.nap    | Augusztus 6. | 0         | 0         | 1         | 1         |           |
| 14.nap    | Augusztus 7. | 0         | 0         | 2         | 2         |           |
| 15.nap    | Augusztus 8. | 0         | 0         | 3         | 3         |           |
| 16.nap    | Augusztus 9. | 0         | 0         | 0         | 0         |           |
| Összesen  |              | 5         | 3         | 12        | 20        |           |

## Asztalitenisz
Férfi
| Versenyző             | Versenyszám | Csoportkör | Csoportkör | Nyolcaddöntő                | Negyeddöntő       | Elődöntő          | Döntő             | Helyezés |
| Versenyző             | Versenyszám | Ellenfél Eredmény | Hely.      | Ellenfél Eredmény           | Ellenfél Eredmény | Ellenfél Eredmény | Ellenfél Eredmény | Helyezés |
| --------------------- | ----------- | --- | ---------- | --------------------------- | ----------------- | ----------------- | ----------------- | -------- |
| Carl Prean            | Egyes       | P csoport · Csetan Babúr (IND) · 2-0 · Roberto Casares (ESP) · 2-1 · Cshö Gjongszop (Choi Kyong-Sob) (PRK) · 2-0                                                                          | 1.         | Jan-Ove Waldner (SWE) · 0-3 | kiesett           | kiesett           | kiesett           | 9.       |
| Matthew Syed          | Egyes       | C csoport · Nicolas Chatelain (FRA) · 2-0 · Ashraf Abdel Halim Helmy (EGY) · 2-0 · Jörgen Persson (SWE) · 0-2                                                                             | 2.         | kiesett                     | kiesett           | kiesett           | kiesett           | 17.      |
| Alan Cooke Carl Prean | Páros       | G csoport · Nigéria (NGR) · Oleyumi Bankole · Segun Toriola · 2-0 · Kuba (CUB) · Rubén Arado · Santiago Roque · 2-1 · Kína (CHN) · Ma Ven-ko (Ma Wenge) · Jü Sen-tung (Yu Shentong) · 0-2 | 2.         |                             | kiesett           | kiesett           | kiesett           | 9.       |

Női
| Versenyző              | Versenyszám | Csoportkör | Csoportkör | Nyolcaddöntő      | Negyeddöntő       | Elődöntő          | Döntő             | Helyezés |
| Versenyző              | Versenyszám | Ellenfél Eredmény | Hely.      | Ellenfél Eredmény | Ellenfél Eredmény | Ellenfél Eredmény | Ellenfél Eredmény | Helyezés |
| ---------------------- | ----------- | --- | ---------- | ----------------- | ----------------- | ----------------- | ----------------- | -------- |
| Alison Gordon          | Egyes       | D csoport · Galina Melnyik (EUN) · 2-0 · Ri Bunhi (Ri Bun-hui) (PRK) · 0-2                                                                                             | 2.         | kiesett           | kiesett           | kiesett           | kiesett           | 17.      |
| Lisa Lomas             | Egyes       | I csoport · Rossy Pratiwi Dipoyanti (INA) · 1-2 · Bátorfi Csilla (HUN) · 0-2 · María Cabrera (ECU) · 2-0                                                               | 3.         | kiesett           | kiesett           | kiesett           | kiesett           | 33.      |
| Andrea Holt Lisa Lomas | Páros       | C csoport · Egyesített Csapat (EUN) · Galina Melnyik · Valentina Popovová · 2-0 · Dél-Korea (KOR) · Hong Cshaok (Hong Cha-Ok) · Hjon Dzsonghva (Hyeon Jeong-Hwa) · 1-2 | 2.         |                   | kiesett           | kiesett           | kiesett           | 17.      |

## Atlétika
Férfi
| Versenyző                                                                          | Versenyszám     | Előfutam      | Előfutam      | Előfutam      | Negyeddöntő | Negyeddöntő | Negyeddöntő | Elődöntő      | Elődöntő      | Elődöntő      | Döntő    | Döntő    |
| Versenyző                                                                          | Versenyszám     | Idő           | Hely.         | Össz.         | Idő         | Hely.       | Össz.       | Idő           | Hely.         | Össz.         | Idő      | Helyezés |
| ---------------------------------------------------------------------------------- | --------------- | ------------- | ------------- | ------------- | ----------- | ----------- | ----------- | ------------- | ------------- | ------------- | -------- | -------- |
| Marcus Adam                                                                        | 200 m           | 20,62         | 1.            | 3.*           | 20,43       | 1.          | 7.          | 20,63         | 4.            | 10.           | 20,80    | 8.       |
| Marcus Adam                                                                        | 100 m           | 10,57         | 2.            | 24.**         | 10,35       | 5.          | 15.         | kiesett       | kiesett       | kiesett       | kiesett  | kiesett  |
| Linford Christie                                                                   | 100 m           | 10,48         | 1.            | 16.*          | 10,07       | 1.          | 1.          | 10,00         | 2.            | 2.            | 9,96     |          |
| Linford Christie                                                                   | 200 m           | 21,23         | 2.            | 32.           | 20,52       | 3.          | 10.         | 20,38         | 5.            | 6.            | kiesett  | kiesett  |
| John Regis                                                                         | 200 m           | 20,63         | 1.            | 5.            | 20,16       | 2.          | 3.          | 20,09         | 2.            | 2.            | 20,55    | 6.       |
| Roger Black                                                                        | 400 m           | 45,94         | 2.            | 19.           | 45,28       | 3.          | 11.         | 44,72         | 5.            | 6.*           | kiesett  | kiesett  |
| David Grindley                                                                     | 400 m           | 45,79         | 2.            | 13.           | 44,91       | 2.          | 5.          | 44,47         | 4.            | 4.            | 44,75    | 6.       |
| Derek Redmond                                                                      | 400 m           | 45,03         | 1.            | 1.            | 45,02       | 1.          | 6.          | nem ért célba | nem ért célba | nem ért célba | kiesett  | kiesett  |
| Steven Heard                                                                       | 800 m           | 1:46,42       | 1.            | 3.            |             |             |             | 1:46,19       | 6.            | 9.            | kiesett  | kiesett  |
| Thomas McKean                                                                      | 800 m           | 1:47,85       | 1.            | 18.           |             |             |             | 1:48,77       | 4.            | 19.           | kiesett  | kiesett  |
| Curtis Robb                                                                        | 800 m           | 1:46,16       | 1.            | 1.*           |             |             |             | 1:45,25       | 1.            | 1.            | 1:45,57  | 6.       |
| Stephen Crabb                                                                      | 1500 m          | 3:41,00       | 9.            | 22.           |             |             |             | kiesett       | kiesett       | kiesett       | kiesett  | kiesett  |
| Kevin McKay                                                                        | 1500 m          | 3:37,39       | 5.            | 6.            |             |             |             | 3:40,80       | 10.           | 22.           | kiesett  | kiesett  |
| Matthew Yates                                                                      | 1500 m          | 3:38,73       | 5.            | 18.           |             |             |             | 3:40,53       | 12.           | 21.           | kiesett  | kiesett  |
| Jack Buckner                                                                       | 5000 m          | 13:37,14      | 5.            | 16.           |             |             |             |               |               |               | kiesett  | kiesett  |
| Robert Denmark                                                                     | 5000 m          | 13:22,41      | 2.            | 2.            |             |             |             |               |               |               | 13:27,76 | 7.       |
| Ian Hamer                                                                          | 5000 m          | 13:40,20      | 5.            | 19.           |             |             |             |               |               |               | kiesett  | kiesett  |
| Paul Evans                                                                         | 10 000 m        | 28:15,70      | 3.            | 3.            |             |             |             |               |               |               | 28:29,83 | 11.      |
| Eamonn Martin                                                                      | 10 000 m        | 29:35,65      | 19.           | 37.           |             |             |             |               |               |               | kiesett  | kiesett  |
| Richard Nerurkar                                                                   | 10 000 m        | 28:24,35      | 3.            | 14.           |             |             |             |               |               |               | 28:48,48 | 17.      |
| Colin Jackson                                                                      | 110 m gát       | 13,10         | 1.            | 1.            | 13,57       | 2.          | 9.          | 13,19         | 2.            | 2.            | 13,46    | 7.       |
| Anthony Jarrett                                                                    | 110 m gát       | 13,31         | 1.            | 3.            | 13,43       | 2.          | 6.          | 13,29         | 3.            | 5.            | 13,26    | 4.       |
| Hugh Teape                                                                         | 110 m gát       | 13,68         | 2.            | 14.           | 13,50       | 5.          | 8.          | 13,60         | 4.            | 8.            | 14,00    | 8.       |
| Kriss Akabusi                                                                      | 400 m gát       | 48,98         | 1.            | 8.            |             |             |             | 48,01         | 1.            | 3.            | 47,82    |          |
| Maximilian Robertson                                                               | 400 m gát       | nem ért célba | nem ért célba | nem ért célba |             |             |             | kiesett       | kiesett       | kiesett       | kiesett  | kiesett  |
| Thomas Buckner                                                                     | 3000 m akadály  | 8:28,36       | 5.            | 10.           |             |             |             | 8:32,89       | 8.            | 15.           | kiesett  | kiesett  |
| Thomas Hanlon                                                                      | 3000 m akadály  | 8:27,46       | 2.            | 6.            |             |             |             | 8:26,91       | 5.            | 10.           | 8:18,14  | 6.       |
| Colin Walker                                                                       | 3000 m akadály  | 8:29,34       | 3.            | 14.           |             |             |             | 8:34,82       | 8.            | 17.           | kiesett  | kiesett  |
| Steven Brace                                                                       | Maraton         |               |               |               |             |             |             |               |               |               | 2:17:49  | 27.      |
| Paul Davies-Hale                                                                   | Maraton         |               |               |               |             |             |             |               |               |               | 2:21:15  | 41.      |
| David Long                                                                         | Maraton         |               |               |               |             |             |             |               |               |               | 2:20:51  | 39.      |
| Christopher Maddocks                                                               | 20 km gyaloglás |               |               |               |             |             |             |               |               |               | 1:28:45  | 16.      |
| Andrew Penn                                                                        | 20 km gyaloglás |               |               |               |             |             |             |               |               |               | 1:31:40  | 23.      |
| Martin Rush                                                                        | 20 km gyaloglás |               |               |               |             |             |             |               |               |               | 1:31:56  | 24.      |
| Paul Blagg                                                                         | 50 km gyaloglás |               |               |               |             |             |             |               |               |               | 4:23:10  | 30.      |
| Leslie Morton                                                                      | 50 km gyaloglás |               |               |               |             |             |             |               |               |               | 4:09:34  | 21.      |
| Marcus Adam Anthony Jarrett John Regis Linford Christie Jason John                 | 4 × 100 m váltó | 39,73         | 2.            | 8.            |             |             |             | 38,64         | 2.            | 4.            | 38,08    | 4.       |
| Roger Black David Grindley Kriss Akabusi John Regis Du'aine Ladejo Mark Richardson | 4 × 400 m váltó | 3:01,20       | 2.            | 6.            |             |             |             |               |               |               | 2:59,73  |          |

| Versenyző        | Versenyszám   | Selejtező | Selejtező | Döntő    | Döntő    |
| Versenyző        | Versenyszám   | Eredmény  | Helyezés  | Eredmény | Helyezés |
| ---------------- | ------------- | --------- | --------- | -------- | -------- |
| Dalton Grant     | Magasugrás    | 215 cm    | 29.*      | kiesett  | kiesett  |
| Brendan Reilly   | Magasugrás    | 223 cm    | 16.*      | kiesett  | kiesett  |
| Steve Smith      | Magasugrás    | 229 cm    | 2.        | 224 cm   | 12.      |
| Michael Edwards  | Rúdugrás      | 520 cm    | 26.*      | kiesett  | kiesett  |
| Mark Forsythe    | Távolugrás    | 771 cm    | 22.       | kiesett  | kiesett  |
| Francis Agyepong | Hármasugrás   | 16,55 m   | 18.       | kiesett  | kiesett  |
| Jonathan Edwards | Hármasugrás   | 15,76 m   | 35.       | kiesett  | kiesett  |
| Julian Golley    | Hármasugrás   | 16,18 m   | 26.       | kiesett  | kiesett  |
| Paul Edwards     | Súlylökés     | 19,03 m   | 15.       | kiesett  | kiesett  |
| Simon Williams   | Diszkoszvetés | 53,12 m   | 28.       | kiesett  | kiesett  |
| Paul Head        | Kalapácsvetés | 69,58 m   | 22.       | kiesett  | kiesett  |
| Steve Backley    | Gerelyhajítás | 80,76 m   | 5.        | 83,38 m  |          |
| Nigel Bevan      | Gerelyhajítás | 73,78 m   | 26.       | kiesett  | kiesett  |
| Michael Hill     | Gerelyhajítás | 79,66 m   | 10.       | 75,50 m  | 11.      |

| Versenyző    | Versenyszám | 100 m | 100 m | Távolugrás | Távolugrás | Súlylökés | Súlylökés | Magasugrás | Magasugrás | 400 m | 400 m | 110 m gát | 110 m gát | Diszkoszvetés | Diszkoszvetés | Rúdugrás | Rúdugrás | Gerelyhajítás | Gerelyhajítás | 1500 m  | 1500 m | Végeredmény | Végeredmény |
| Versenyző    | Versenyszám | Idő   | Pont  | Eredmény   | Pont       | Eredmény  | Pont      | Eredmény   | Pont       | Idő   | Pont  | Idő       | Pont      | Eredmény      | Pont          | Eredmény | Pont     | Eredmény      | Pont          | Idő     | Pont   | Pont        | Helyezés    |
| ------------ | ----------- | ----- | ----- | ---------- | ---------- | --------- | --------- | ---------- | ---------- | ----- | ----- | --------- | --------- | ------------- | ------------- | -------- | -------- | ------------- | ------------- | ------- | ------ | ----------- | ----------- |
| David Bigham | Tízpróba    | 11,14 | 830   | 726 cm     | 876        | 12,56 m   | 640       | 194 cm     | 749        | 47,73 | 922   | 14,94     | 857       | 37,42 m       | 612           | 450 cm   | 760      | 60,52 m       | 746           | 4:27,42 | 762    | 7754        | 18.         |

Női
| Versenyző                                                  | Versenyszám     | Előfutam | Előfutam | Előfutam | Negyeddöntő | Negyeddöntő | Negyeddöntő | Elődöntő | Elődöntő | Elődöntő | Döntő    | Döntő    |
| Versenyző                                                  | Versenyszám     | Idő      | Hely.    | Össz.    | Idő         | Hely.       | Össz.       | Idő      | Hely.    | Össz.    | Idő      | Helyezés |
| ---------------------------------------------------------- | --------------- | -------- | -------- | -------- | ----------- | ----------- | ----------- | -------- | -------- | -------- | -------- | -------- |
| Stephanie Douglas                                          | 100 m           | 11,65    | 3.       | 24.      | 11,77       | 8.          | 30.         | kiesett  | kiesett  | kiesett  | kiesett  | kiesett  |
| Simone Jacobs                                              | 200 m           | 23,90    | 4.       | 31.      | 23,61       | 7.          | 24.         | kiesett  | kiesett  | kiesett  | kiesett  | kiesett  |
| Jennifer Stoute                                            | 200 m           | 23,15    | 2.       | 12.      | 22,73       | 4.          | 14.         | 23,01    | 6.       | 12.      | kiesett  | kiesett  |
| Sandra Douglas                                             | 400 m           | 52,91    | 3.       | 17.      | 51,41       | 4.          | 11.         | 51,96    | 6.       | 14.      | kiesett  | kiesett  |
| Lorraine Hanson                                            | 400 m           | 52,66    | 4.       | 13.      | 53,60       | 6.          | 26.         | kiesett  | kiesett  | kiesett  | kiesett  | kiesett  |
| Phylis Smith                                               | 400 m           | 53,59    | 1.       | 22.      | 51,32       | 1.          | 10.         | 50,40    | 4.       | 8.       | 50,87    | 8.       |
| Lorraine Baker                                             | 800 m           | 2:00,50  | 4.       | 13.      |             |             |             | 2:02,17  | 7.       | 12.      | kiesett  | kiesett  |
| Diane Edwards-Modahl                                       | 800 m           | 2:00,39  | 3.       | 12.      |             |             |             | 2:04,32  | 7.       | 15.      | kiesett  | kiesett  |
| Paula Fryer                                                | 800 m           | 2:02,72  | 5.       | 25.      |             |             |             | kiesett  | kiesett  | kiesett  | kiesett  | kiesett  |
| Maxine Newman                                              | 1500 m          | 4:15,16  | 8.       | 25.      |             |             |             | kiesett  | kiesett  | kiesett  | kiesett  | kiesett  |
| Kirsty Wade                                                | 1500 m          | 4:08,30  | 8.       | 9.       |             |             |             | 4:11,36  | 9.       | 21.      | kiesett  | kiesett  |
| Ann Williams                                               | 1500 m          | kizárták | kizárták | kizárták |             |             |             | kiesett  | kiesett  | kiesett  | kiesett  | kiesett  |
| Yvonne Murray                                              | 3000 m          | 8:51,16  | 2.       | 14.      |             |             |             |          |          |          | 8:55,85  | 8.       |
| Lisa York                                                  | 3000 m          | 8:47,71  | 4.       | 11.      |             |             |             |          |          |          | kiesett  | kiesett  |
| Alison Wyeth                                               | 3000 m          | 8:43,93  | 4.       | 4.       |             |             |             |          |          |          | 9:00,23  | 9.       |
| Jill Hunter                                                | 10 000 m        | 32:18,34 | 4.       | 14.      |             |             |             |          |          |          | 31:46,49 | 10.      |
| Elizabeth McColgan                                         | 10 000 m        | 32:07,25 | 3.       | 5.       |             |             |             |          |          |          | 31:26,11 | 5.       |
| Andrea Wallace                                             | 10 000 m        | 34:29,47 | 22.      | 39.      |             |             |             |          |          |          | kiesett  | kiesett  |
| Jacqueline Agyepong                                        | 100 m gát       | 13,25    | 4.       | 18.      | 13,36       | 7.          | 23.         | kiesett  | kiesett  | kiesett  | kiesett  | kiesett  |
| Kay Morley-Brown                                           | 100 m gát       | 13,44    | 6.       | 26.      | kiesett     | kiesett     | kiesett     | kiesett  | kiesett  | kiesett  | kiesett  | kiesett  |
| Lesley-Ann Skeete                                          | 100 m gát       | 13,42    | 6.       | 25.      | kiesett     | kiesett     | kiesett     | kiesett  | kiesett  | kiesett  | kiesett  | kiesett  |
| Louise Fraser                                              | 400 m gát       | 57,49    | 5.       | 20.      |             |             |             | kiesett  | kiesett  | kiesett  | kiesett  | kiesett  |
| Sally Gunnell                                              | 400 m gát       | 54,98    | 1.       | 1.       |             |             |             | 53,78    | 1.       | 1.       | 53,23    |          |
| Selvagowry Retchakan                                       | 400 m gát       | 55,62    | 3.       | 11.      |             |             |             | 54,63    | 5.       | 7.       | kiesett  | kiesett  |
| Sally Eastall                                              | Maraton         |          |          |          |             |             |             |          |          |          | 2:41:20  | 13.      |
| Sally Ellis                                                | Maraton         |          |          |          |             |             |             |          |          |          | 2:54:41  | 27.      |
| Veronique Marot                                            | Maraton         |          |          |          |             |             |             |          |          |          | 2:42:55  | 16.      |
| Lisa Langford-Kehler                                       | 10 km gyaloglás |          |          |          |             |             |             |          |          |          | 51:44    | 35.      |
| Victoria Lupton                                            | 10 km gyaloglás |          |          |          |             |             |             |          |          |          | kizárták | kizárták |
| Betty Sworowski                                            | 10 km gyaloglás |          |          |          |             |             |             |          |          |          | 50:14    | 32.      |
| Phylis Shmith Sandra Douglas Jennifer Stoute Sally Gunnell | 4 × 400 m váltó | 3:25,20  | 2.       | 3.       |             |             |             |          |          |          | 3:24,23  |          |

| Versenyző           | Versenyszám   | Selejtező             | Selejtező             | Döntő    | Döntő    |
| Versenyző           | Versenyszám   | Eredmény              | Helyezés              | Eredmény | Helyezés |
| ------------------- | ------------- | --------------------- | --------------------- | -------- | -------- |
| Joanne Jennings     | Magasugrás    | 186 cm                | 30.                   | kiesett  | kiesett  |
| Deborah Marti       | Magasugrás    | 192 cm                | 1.**                  | 191 cm   | 9.       |
| Oluyinka Idowu      | Távolugrás    | 629 cm                | 23.                   | kiesett  | kiesett  |
| Fiona May           | Távolugrás    | érvényes ugrás nélkül | érvényes ugrás nélkül | kiesett  | kiesett  |
| Joanne Wise         | Távolugrás    | 587 cm                | 26.                   | kiesett  | kiesett  |
| Myrtle Augee        | Súlylökés     | 16,53 m               | 14.                   | kiesett  | kiesett  |
| Jacqueline McKernan | Diszkoszvetés | 51,94 m               | 26.                   | kiesett  | kiesett  |
| Tessa Sanderson     | Gerelyhajítás | 60,70 m               | 8.                    | 63,58 m  | 4.       |

| Versenyző   | Versenyszám | 100 m gát | 100 m gát | Magasugrás | Magasugrás | Súlylökés | Súlylökés | 200 m | 200 m | Távolugrás | Távolugrás | Gerelyhajítás | Gerelyhajítás | 800 m   | 800 m | Végeredmény | Végeredmény |
| Versenyző   | Versenyszám | Idő       | Pont      | Eredmény   | Pont       | Eredmény  | Pont      | Idő   | Pont  | Eredmény   | Pont       | Eredmény      | Pont          | Idő     | Pont  | Pont        | Helyezés    |
| ----------- | ----------- | --------- | --------- | ---------- | ---------- | --------- | --------- | ----- | ----- | ---------- | ---------- | ------------- | ------------- | ------- | ----- | ----------- | ----------- |
| Clova Court | Hétpróba    | 13,48     | 1053      | 158 cm     | 712        | 13,85 m   | 784       | 23,95 | 986   | 610 cm     | 880        | 52,12 m       | 901           | 2:31,21 | 678   | 5994        | 19.         |

* - egy másik versenyzővel azonos időt/eredményt ért el

** - két másik versenyzővel azonos időt/eredményt ért el

## Birkózás
Szabadfogású
| Versenyző    | Versenyszám | Csoportkör                                                        | Csoportkör | Helyosztók        | Helyosztók        | Helyosztók        | Bronz- mérkőzés   | Döntő             | Helyezés    |
| Versenyző    | Versenyszám | Csoportkör                                                        | Csoportkör | 9. helyért        | 7. helyért        | 5. helyért        | Bronz- mérkőzés   | Döntő             | Helyezés    |
| Versenyző    | Versenyszám | Ellenfél Eredmény                                                 | Hely.      | Ellenfél Eredmény | Ellenfél Eredmény | Ellenfél Eredmény | Ellenfél Eredmény | Ellenfél Eredmény | Helyezés    |
| ------------ | ----------- | ----------------------------------------------------------------- | ---------- | ----------------- | ----------------- | ----------------- | ----------------- | ----------------- | ----------- |
| Calum McNeil | 68 kg       | A csoport · Townsend Saunders (USA) · 0-5 · Ibo Oziti (NGR) · 0-4 | 10.        | kiesett           | kiesett           | kiesett           | kiesett           | kiesett           | helyezetlen |

## Cselgáncs
Férfi
| Versenyző       | Versenyszám  | Selejtező                       | 32-es főtábla                       | Nyolcaddöntő                          | Negyeddöntő                         | Elődöntő                        | Vigaszág első kör | Vigaszág nyolcaddöntő           | Vigaszág negyeddöntő            | Vigaszág elődöntő | Bronz- mérkőzés   | Döntő                          | Helyezés |
| Versenyző       | Versenyszám  | Ellenfél Eredmény               | Ellenfél Eredmény                   | Ellenfél Eredmény                     | Ellenfél Eredmény                   | Ellenfél Eredmény               | Ellenfél Eredmény | Ellenfél Eredmény               | Ellenfél Eredmény               | Ellenfél Eredmény | Ellenfél Eredmény | Ellenfél Eredmény              | Helyezés |
| --------------- | ------------ | ------------------------------- | ----------------------------------- | ------------------------------------- | ----------------------------------- | ------------------------------- | ----------------- | ------------------------------- | ------------------------------- | ----------------- | ----------------- | ------------------------------ | -------- |
| Nigel Donohue   | Légsúly      | erőnyerő                        | Carlos Sotillo (ESP) · 0100-0000    | Dashgombyn Battulga (MGL) · 0000-0001 | kiesett                             | kiesett                         |                   |                                 |                                 |                   |                   |                                | 19.      |
| Ian Freeman     | Harmatsúly   | erőnyerő                        | Francisco Morales (ARG) · 0000-0010 | kiesett                               | kiesett                             | kiesett                         |                   |                                 |                                 |                   |                   |                                | 24.      |
| William Cusack  | Könnyűsúly   | Anders Dahlin (SWE) · 0010-0000 | Házsi Káhi (LIB) · 1000-0000        | Oren Smadja (ISR) · 0000-1000         | kiesett                             | kiesett                         |                   |                                 |                                 |                   |                   |                                | 18.      |
| Ryan Birch      | Váltósúly    | erőnyerő                        | Johan Laats (BEL) · 0000-0010       |                                       |                                     |                                 |                   | Zsoldos Zsolt (HUN) · 0000-1000 | kiesett                         | kiesett           | kiesett           |                                | 13.      |
| Densign White   | Középsúly    | erőnyerő                        | Hermate Souffrant (HAI) · 1000-0000 | Yang Jong-Ok (KOR) · 0000-0010        | kiesett                             | kiesett                         |                   |                                 |                                 |                   |                   |                                | 17.      |
| Raymond Stevens | Félnehézsúly | erőnyerő                        | Indrek Pertelson (EST) · 1000-0000  | Radu Ivan (ROU) · 1100-0000           | Belarmino Salgado (CUB) · 1000-0000 | Paweł Nastula (POL) · 0010-0000 |                   |                                 |                                 |                   |                   | Kovács Antal (HUN) · 0000-0010 |          |
| Elvis Gordon    | Nehézsúly    |                                 | David Douillet (FRA) · 0000-1000    |                                       |                                     |                                 |                   | Henry Stöhr (GER) · 1000-0000   | Ernesto Pérez (ESP) · 0000-0100 | kiesett           | kiesett           |                                | 9.       |

Női
| Versenyző          | Versenyszám  | Selejtező                                            | Nyolcaddöntő                                   | Negyeddöntő                           | Elődöntő                            | Vigaszág nyolcaddöntő               | Vigaszág negyeddöntő                  | Vigaszág elődöntő                  | Bronz- mérkőzés                    | Döntő                           | Helyezés |
| Versenyző          | Versenyszám  | Ellenfél Eredmény                                    | Ellenfél Eredmény                              | Ellenfél Eredmény                     | Ellenfél Eredmény                   | Ellenfél Eredmény                   | Ellenfél Eredmény                     | Ellenfél Eredmény                  | Ellenfél Eredmény                  | Ellenfél Eredmény               | Helyezés |
| ------------------ | ------------ | ---------------------------------------------------- | ---------------------------------------------- | ------------------------------------- | ----------------------------------- | ----------------------------------- | ------------------------------------- | ---------------------------------- | ---------------------------------- | ------------------------------- | -------- |
| Karen Briggs       | Légsúly      | Brigitte Lastrade (CAN) · 0010-0000                  | Hisigbatín Erdenet-Od (MGL) · 0100-0000        | Yolanda Soler (ESP) · 1000-0000       | Tamura Rjóko (JPN) · 0000-0001      |                                     |                                       |                                    | Hülya Şenyurt (TUR) · 0000-0100    |                                 | 5.       |
| Sharon Rendle      | Harmatsúly   | María Karajanopúlu (GRE) · 1000-0000                 | Eva Wikström (SWE) · 1000-0000                 | Almudena Muñoz (ESP) · 0000-0010      |                                     |                                     | Jo Anne Quiring (USA) · 1000-0000     | Carolina Mariani (ARG) · 1000-0000 | Jessica Gal (NED) · 1000-0000      |                                 |          |
| Nicola Fairbrother | Könnyűsúly   | erőnyerő                                             | Barbara Eck (AUT) · 0001-0000                  | Catherine Arnaud (FRA) · 1100-0000    | Nicole Flagothier (BEL) · 0010-0000 |                                     |                                       |                                    |                                    | Miriam Blasco (ESP) · 0000-0010 |          |
| Diane Bell         | Váltósúly    | Bogusława Olechnowicz (POL) · 0010-0000              | Susanne Profanter (AUT) · 0010-0000            | Gu Hyeon-Suk (KOR) · 0000-0010        |                                     |                                     | Csang Ti (Zhang Di) (CHN) · 0000-0010 | kiesett                            | kiesett                            |                                 | 9.       |
| Kate Howey         | Középsúly    | erőnyerő                                             | Leng Csun-huj (Leng Chunhui) (CHN) · 0100-0000 | Heidi Rakels (BEL) · 0010-0000        | Odalis Revé (CUB) · 0000-0010       |                                     |                                       |                                    | Claire Lecat (FRA) · 0100-0000     |                                 |          |
| Josephine Horton   | Félnehézsúly | Sandy Bacher (USA) · 0010-0000                       | Soraia André (BRA) · 1000-0000                 | Regina Schüttenhelm (GER) · 0010-0000 | Kim Midzsong (KOR) · 0000-1100      |                                     |                                       |                                    | Laetitia Meignan (FRA) · 0000-1000 |                                 | 5.       |
| Sharon Lee         | Nehézsúly    | Csuang Hsziao-jen (Zhuang Xiaoyan) (CHN) · 0000-0001 |                                                |                                       |                                     | Inmaculada Vicent (ESP) · 0100-0000 | Gránitz Éva (HUN) · 0000-1000         | kiesett                            | kiesett                            |                                 | 9.       |

## Evezés
Férfi
| Versenyző | Versenyszám              | Előfutam | Előfutam | Vigaszág | Vigaszág | Elődöntő | Elődöntő | Elődöntő | Döntő | Döntő   | Döntő | Helyezés |
| Versenyző | Versenyszám              | Idő      | Hely.    | Idő      | Hely.    | Típus    | Idő      | Hely.    | Típus | Idő     | Hely. | Helyezés |
| --- | ------------------------ | -------- | -------- | -------- | -------- | -------- | -------- | -------- | ----- | ------- | ----- | -------- |
| Wade Hall-Craggs | Egypárevezős             | 7:11,58  | 2.       | 7:08,92  | 4.       | C/D      | 7:09,94  | 3.       | C     | 7:09,05 | 2.    | 14.      |
| Steve Redgrave Matthew Pinsent | Kormányos nélküli kettes | 6:36,53  | 1.       |          |          | A/B      | 6:31,13  | 1.       | A     | 6:27,72 | 1.    |          |
| Jonny Searle Greg Searle Garry Herbert (kormányos)                                                                                              | Kormányos kettes         | 6:54,31  | 1.       |          |          | A/B      | 6:52,05  | 1.       | A     | 6:49,83 | 1.    |          |
| Michael Harris Roger Brown Guy Pooley Peter Haining                                                                                             | Négypárevezős            | 5:57,18  | 5.       | 6:00,52  | 5.       |          |          |          | C     | 6:08,92 | 1.    | 13.      |
| Salih Hassan John Garrett Gavin Stewart Richard Stanhope                                                                                        | Kormányos nélküli négyes | 6:23,73  | 4.       | 6:12,68  | 1.       | A/B      | 6:02,87  | 4.       | B     | 6:05,00 | 1.    | 7.       |
| Peter Mulkerrins Nicholas Burfitt Terence Dillon Simon Berrisford John Deakin (kormányos)                                                       | Kormányos négyes         | 6:27,95  | 3.       | 6:21,19  | 3.       |          |          |          | B     | 6:12,60 | 3.    | 9.       |
| Martin Cross Tim Foster Richard Phelps James Walker Ben Hunt-Davis Stephen Turner Rupert Obholzer Jonathan Singfield Adrian Ellison (kormányos) | Nyolcas                  | 5:36,01  | 2.       |          |          | A/B      | 5:39,79  | 3.       | A     | 5:39,92 | 6.    | 6.       |

Női
| Versenyző | Versenyszám              | Előfutam | Előfutam | Vigaszág | Vigaszág | Elődöntő | Elődöntő | Elődöntő | Döntő | Döntő   | Döntő | Helyezés |
| Versenyző | Versenyszám              | Idő      | Hely.    | Idő      | Hely.    | Típus    | Idő      | Hely.    | Típus | Idő     | Hely. | Helyezés |
| --- | ------------------------ | -------- | -------- | -------- | -------- | -------- | -------- | -------- | ----- | ------- | ----- | -------- |
| Patricia Reid | Egypárevezős             | 8:00,64  | 4.       | 7:59,53  | 2.       | A/B      | 7:44,36  | 6.       | B     | 8:13,05 | 3.    | 9.       |
| Annabel Eyres Alison Gill | Kétpárevezős             | 7:31,85  | 4.       | 7:20,97  | 1.       | A/B      | 7:03,89  | 3.       | A     | 7:06,62 | 5.    | 5.       |
| Joanne Turvey Miriam Batten | Kormányos nélküli kettes | 7:44,99  | 2.       |          |          | A/B      | 7:22,89  | 2.       | A     | 7:17,28 | 5.    | 5.       |
| Allison Barnett Kim Thomas Suzanne Kirk Gillian Lindsay                                                                                                | Kormányos nélküli négyes | 7:05,38  | 5.       | 6:59,75  | 4.       |          |          |          | B     | 6:49,76 | 2.    | 8.       |
| Fiona Freckleton Philippa Cross Dorothy Blackie Susan Smith Katherine Grose Rachel Hirst Kareen Marwick Katharine Brownlow Alison Paterson (kormányos) | Nyolcas                  | 6:31,63  | 4.       | 6:18,99  | 5.       |          |          |          | B     | 6:29,68 | 1.    | 7.       |

## Gyeplabda

### Férfi
| Brit férfi gyeplabdacsapat-játékoskeret                                                                                         | Brit férfi gyeplabdacsapat-játékoskeret |
| --- | --- |
| - Stephen Batchelor - Paul Bolland - Robert Clift - Russell Garcia - Robert Hill - Sean Kerly - Jason Laslett - Jason David Lee | - Stephen Martin - Simon Nicklin - Jonathan Potter - Sean Rowlands - John Shaw - Robert Thompson - Donald Williams - Szövetségi kapitány: Norman Hughes |

#### Eredmények
Csoportkör
A csoport
| Csapat               | M | Gy | D | V | G+ | G– | Gk  | P |
| -------------------- | - | -- | - | - | -- | -- | --- | - |
| Ausztrália (AUS)     | 5 | 4  | 1 | 0 | 20 | 2  | +18 | 9 |
| Németország (GER)    | 5 | 4  | 1 | 0 | 16 | 4  | +12 | 9 |
| Nagy-Britannia (GBR) | 5 | 3  | 0 | 2 | 7  | 10 | –3  | 6 |
| India (IND)          | 5 | 2  | 0 | 3 | 4  | 8  | –4  | 4 |
| Argentína (ARG)      | 5 | 1  | 0 | 4 | 3  | 12 | –9  | 2 |
| Egyiptom (EGY)       | 5 | 0  | 0 | 5 | 4  | 18 | –14 | 0 |

| 1992. július 26. 17:30 | Nagy-Britannia (GBR) | 2–0   | Egyiptom (EGY) | Játékvezetők: Mohamed Iqbal Bali (PAK) Adriano De Vecchi (ITA) |
| 1992. július 26. 17:30 | Hill 2               | (1–0) |                | Játékvezetők: Mohamed Iqbal Bali (PAK) Adriano De Vecchi (ITA) |

| 1992. július 28. 20:00 | Németország (GER) | 2–0   | Nagy-Britannia (GBR) | Játékvezetők: Patrick van Beneden (BEL) Alain Michel Renaud (FRA) |
| 1992. július 28. 20:00 | Fischer Hilgers   | (2–0) |                      | Játékvezetők: Patrick van Beneden (BEL) Alain Michel Renaud (FRA) |

| 1992. július 30. 10:15 | Nagy-Britannia (GBR) | 3–1   | India (IND) | Játékvezetők: Peter Von Reth (NED) Jose Gortazar (ESP) |
| 1992. július 30. 10:15 | Hill Thompson Kerly  | (1–0) | Szebasztián | Játékvezetők: Peter Von Reth (NED) Jose Gortazar (ESP) |

| 1992. augusztus 1. 18:00 | Argentína (ARG) | 1–2   | Nagy-Britannia (GBR) | Játékvezetők: Patrick van Beneden (BEL) Peter Von Reth (NED) |
| 1992. augusztus 1. 18:00 | Sordelli        | (0–1) | Hill 2               | Játékvezetők: Patrick van Beneden (BEL) Peter Von Reth (NED) |

| 1992. augusztus 3. 10:15 | Nagy-Britannia (GBR) | 0–6   | Ausztrália (AUS)              | Játékvezetők: Alain Michel Renaud (FRA) Sana Kyoshi (JPN) |
| 1992. augusztus 3. 10:15 |                      | (0–2) | Birmingham 2 Davies 2 Stacy 2 | Játékvezetők: Alain Michel Renaud (FRA) Sana Kyoshi (JPN) |

Az 5–8. helyért
| 1992. augusztus 5. 20:00 | Nagy-Britannia (GBR)  | 3–2   | Új-Zéland (NZL) | Játékvezetők: Heinz Wolter (GER) Raymond Prior (AUS) |
| 1992. augusztus 5. 20:00 | Potter Hill Batchelor | (2–2) | McLeod C. Russ  | Játékvezetők: Heinz Wolter (GER) Raymond Prior (AUS) |

Az 5. helyért
| 1992. augusztus 6. 20:30 | Nagy-Britannia (GBR) | 1–2   | Spanyolország (ESP) | Játékvezetők: Kyoshi Sana (JPN) Alan Waterman (CAN) |
| 1992. augusztus 6. 20:30 | Thompson             | (0–0) | X.Escudé 2          | Játékvezetők: Kyoshi Sana (JPN) Alan Waterman (CAN) |

| Csapat               | Helyezés |
| -------------------- | -------- |
| Nagy-Britannia (GBR) | 6.       |

### Női
| Brit női gyeplabdacsapat-játékoskeret                                                                                          | Brit női gyeplabdacsapat-játékoskeret |
| --- | --- |
| - Gillian Atkins - Lisa Bayliss - Karen Brown - Victoria Dixon - Susan Fraser - Wendy Fraser - Kathryn Johnson - Sandra Lister | - Jackie McWilliams - Tammy Miller - Helen Morgan - Mary Nevill - Mandy Nicholls - Alison Ramsay - Jane Sixsmith - Joanne Thompson - Szövetségi kapitány: Roelant Oltmans |

#### Eredmények
Csoportkör
B csoport
| Csapat               | M | Gy | D | V | G+ | G– | Gk | P |
| -------------------- | - | -- | - | - | -- | -- | -- | - |
| Dél-Korea (KOR)      | 3 | 2  | 0 | 1 | 8  | 3  | +5 | 4 |
| Nagy-Britannia (GBR) | 3 | 2  | 0 | 1 | 7  | 5  | +2 | 4 |
| Hollandia (NED)      | 3 | 2  | 0 | 1 | 4  | 3  | +1 | 4 |
| Új-Zéland (NZL)      | 3 | 0  | 0 | 3 | 2  | 10 | –8 | 0 |

| 1992. július 27. 20:00 | Hollandia (NED)            | 2–1   | Nagy-Britannia (GBR) | Játékvezetők: Peri Buckley (AUS) Virginia Laje Davilla (ESP) |
| 1992. július 27. 20:00 | Lejeune-van der Ben Ruiter | (1–1) | Nevill               | Játékvezetők: Peri Buckley (AUS) Virginia Laje Davilla (ESP) |

| 1992. július 29. 16:00 | Dél-Korea (KOR)                 | 1–3   | Nagy-Britannia (GBR) | Játékvezetők: Virginia Laje Davilla (ESP) Maria Hernandez (ESP) |
| 1992. július 29. 16:00 | Csang Undzsong (Jang Eun-Jeong) | (0–2) | Sixsmith 2 S.Fraser  | Játékvezetők: Virginia Laje Davilla (ESP) Maria Hernandez (ESP) |

| 1992. augusztus 2. 17:30 | Új-Zéland (NZL)   | 2–3   | Nagy-Britannia (GBR) | Játékvezetők: Louise Lanning (CAN) Christiane Asselman (BEL) |
| 1992. augusztus 2. 17:30 | Clinton Bell-Kake | (1–1) | Ramsay Johnson 2     | Játékvezetők: Louise Lanning (CAN) Christiane Asselman (BEL) |

Elődöntő
| 1992. augusztus 4. 19:30 | Németország (GER)        | 2–1   | Nagy-Britannia (GBR) | Játékvezetők: Jolanda Mohlmann (NED) Laura Crespo (ARG) |
| 1992. augusztus 4. 19:30 | Ernsting-Krienke Lätzsch | (1–1) | Sixsmith             | Játékvezetők: Jolanda Mohlmann (NED) Laura Crespo (ARG) |

Bronzmérkőzés
| 1992. augusztus 7. 17:00 | Nagy-Britannia (GBR)        | 4–3 (h. u.) | Dél-Korea (KOR)                                                                 | Játékvezetők: Jolanda Mohlmann (NED) Maria Hernandez (ESP) |
| 1992. augusztus 7. 17:00 | Sixsmith 2 Johnson S.Fraser | (1–2, 3–3)  | Csang Undzsong (Jang Eun-Jeong) No Jongmi (No Yeong-Mi) Im Gjeszuk (Im Gye-Suk) | Játékvezetők: Jolanda Mohlmann (NED) Maria Hernandez (ESP) |

| Csapat               | Helyezés |
| -------------------- | -------- |
| Nagy-Britannia (GBR) |          |

## Íjászat
Férfi
| Versenyző                                    | Versenyszám | Selejtező | Selejtező | Selejtező | Selejtező | Selejtező | Selejtező | Selejtező | Selejtező | Selejtező | Selejtező | Kieséses szakasz                             | Kieséses szakasz                                                                    | Kieséses szakasz                                                                            | Kieséses szakasz                                                                        | Kieséses szakasz                                                                                     | Helyezés |
| Versenyző                                    | Versenyszám | 30 m      | 30 m      | 50 m      | 50 m      | 70 m      | 70 m      | 90 m      | 90 m      | Pont      | Hely.     | 32-es főtábla                                | Nyolcaddöntő                                                                        | Negyeddöntő                                                                                 | Elődöntő                                                                                | Döntő                                                                                                | Helyezés |
| Versenyző                                    | Versenyszám | Pont      | Hely.     | Pont      | Hely.     | Pont      | Hely.     | Pont      | Hely.     | Pont      | Hely.     | Ellenfél Eredmény                            | Ellenfél Eredmény                                                                   | Ellenfél Eredmény                                                                           | Ellenfél Eredmény                                                                       | Ellenfél Eredmény                                                                                    | Helyezés |
| -------------------------------------------- | ----------- | --------- | --------- | --------- | --------- | --------- | --------- | --------- | --------- | --------- | --------- | -------------------------------------------- | ----------------------------------------------------------------------------------- | ------------------------------------------------------------------------------------------- | --------------------------------------------------------------------------------------- | --- | -------- |
| Steven Hallard                               | Egyéni      | 347       | 22.       | 322       | 16.       | 327       | 16.       | 289       | 31.       | 1285      | 23.       | Ole Gammelgaard Nielsen (DEN) (10.) · 103-98 | Martinius Grov (NOR) (7.) · 99-104                                                  | kiesett                                                                                     | kiesett                                                                                 | kiesett                                                                                              | 13.      |
| Richard Priestman                            | Egyéni      | 341       | 48.       | 319       | 28.       | 312       | 50.       | 285       | 36.       | 1257      | 41.       | kiesett                                      | kiesett                                                                             | kiesett                                                                                     | kiesett                                                                                 | kiesett                                                                                              | 41.      |
| Simon Terry                                  | Egyéni      | 343       | 39.       | 322       | 16.       | 321       | 28.       | 305       | 10.       | 1291      | 20.       | Andrés Anchondo (MEX) (13.) · 105-94         | Vlagyimir Jesejev (EUN) (4.) · 104-102                                              | Jay Barrs (USA) (12.) · 108-108                                                             | Jeong Jae-Heon (KOR) (1.) · 102-108                                                     | Bronzmérkőzés · Martinius Grov (NOR) (7.) · 109-103                                                  |          |
| Steven Hallard Richard Priestman Simon Terry | Csapat      | 1031      | 10.       | 963       | 4.        | 960       | 7.        | 879       | 6.        | 3833      | 6.        |                                              | Németország (GER) · Andreas Lippoldt · Frank Marzoch · Marc Rösicke (11.) · 233-231 | Ausztrália (AUS) · Simon Fairweather · Grant Greenham · Scott Hunter-Russell (3.) · 242-236 | Spanyolország (ESP) · Juan Holgado · Alfonso Menéndez · Antonio Vázquez (10.) · 234-236 | Bronzmérkőzés · Franciaország (FRA) · Bruno Felipe · Sébastien Flûte · Michaël Taupin (9.) · 233-231 |          |

Női
| Versenyző                                           | Versenyszám | Selejtező | Selejtező | Selejtező | Selejtező | Selejtező | Selejtező | Selejtező | Selejtező | Selejtező | Selejtező | Kieséses szakasz                      | Kieséses szakasz                                                                                 | Kieséses szakasz                 | Kieséses szakasz  | Kieséses szakasz  | Helyezés |
| Versenyző                                           | Versenyszám | 30 m      | 30 m      | 50 m      | 50 m      | 60 m      | 60 m      | 70 m      | 70 m      | Pont      | Hely.     | 32-es főtábla                         | Nyolcaddöntő                                                                                     | Negyeddöntő                      | Elődöntő          | Döntő             | Helyezés |
| Versenyző                                           | Versenyszám | Pont      | Hely.     | Pont      | Hely.     | Pont      | Hely.     | Pont      | Hely.     | Pont      | Hely.     | Ellenfél Eredmény                     | Ellenfél Eredmény                                                                                | Ellenfél Eredmény                | Ellenfél Eredmény | Ellenfél Eredmény | Helyezés |
| --------------------------------------------------- | ----------- | --------- | --------- | --------- | --------- | --------- | --------- | --------- | --------- | --------- | --------- | ------------------------------------- | ------------------------------------------------------------------------------------------------ | -------------------------------- | ----------------- | ----------------- | -------- |
| Joanne Franks-Edens                                 | Egyéni      | 334       | 45.       | 312       | 25.       | 314       | 45.       | 304       | 24.       | 1264      | 36.       | kiesett                               | kiesett                                                                                          | kiesett                          | kiesett           | kiesett           | 36.      |
| Sylvia Harris                                       | Egyéni      | 330       | 52.       | 297       | 46.       | 322       | 29.       | 281       | 53.       | 1230      | 46.       | kiesett                               | kiesett                                                                                          | kiesett                          | kiesett           | kiesett           | 46.      |
| Alison Williamson                                   | Egyéni      | 349       | 6.        | 325       | 11.       | 331       | 10.       | 318       | 8.        | 1323      | 7.        | Lise-Lotte Djerf (SWE) (26.) · 107-97 | Joanna Nowicka (POL) (10.) · 107-107                                                             | Kim Szunjong (KOR) (2.) · 96-112 | kiesett           | kiesett           | 8.       |
| Joanne Franks-Edens Sylvia Harris Alison Williamson | Csapat      | 1013      | 12.       | 934       | 8.        | 967       | 6.        | 903       | 9.        | 3817      | 9.        |                                       | Svédország (SWE) · Lise-Lotte Djerf · Kristina Persson-Nordlander · Jenny Sjöwall (8.) · 229-239 | kiesett                          | kiesett           | kiesett           | 13.      |

## Kajak-kenu

### Síkvízi
Férfi
| Versenyző                  | Versenyszám         | Előfutam | Előfutam | Előfutam | Vigaszág | Vigaszág | Vigaszág | Elődöntő | Elődöntő | Elődöntő | Döntő    | Döntő    |
| Versenyző                  | Versenyszám         | Idő      | Hely.    | Össz.    | Idő      | Hely.    | Össz.    | Idő      | Hely.    | Össz.    | Idő      | Helyezés |
| -------------------------- | ------------------- | -------- | -------- | -------- | -------- | -------- | -------- | -------- | -------- | -------- | -------- | -------- |
| Simon Parsons              | Kajak egyes 500 m   | 1:47,50  | 7.       | 20.      | 1:46,32  | 5.       | 13.      | kiesett  | kiesett  | kiesett  | kiesett  | kiesett  |
| Graham Burns               | Kajak egyes 1000 m  | 3:43,84  | 4.       | 13.      | 3:38,48  | 4.       | 12.      | kiesett  | kiesett  | kiesett  | kiesett  | kiesett  |
| Ivan Lawler Grayson Bourne | Kajak kettes 500 m  | 1:36,00  | 5.       | 13.      | 1:33,96  | 3.       | 13.      | 1:32,38  | 7.       | 14.      | kiesett  | kiesett  |
| James Block Reuben Burgess | Kajak kettes 1000 m | 3:24,16  | 5.       | 16.      | 3:19,78  | 3.       | 9.       | 3:23,77  | 9.       | 15.      | kiesett  | kiesett  |
| Eric Jamieson              | Kenu egyes 500 m    | 1:54,80  | 2.       | 8.       | erőnyerő | erőnyerő | erőnyerő | 1:55,90  | 3.       | 8.       | kizárták | kizárták |
| Andrew Train               | Kenu egyes 1000 m   | 4:07,44  | 2.       | 10.      | erőnyerő | erőnyerő | erőnyerő | 4:09,94  | 4.       | 10.      | 4:12,58  | 6.       |
| Andrew Train Stephen Train | Kenu kettes 1000 m  | 3:40,13  | 5.       | 10.      |          |          |          | 3:46,36  | 3.       | 7.       | kiesett  | kiesett  |

Női
| Versenyző                                                    | Versenyszám        | Előfutam | Előfutam | Előfutam | Elődöntő | Elődöntő | Elődöntő | Döntő   | Döntő    |
| Versenyző                                                    | Versenyszám        | Idő      | Hely.    | Össz.    | Idő      | Hely.    | Össz.    | Idő     | Helyezés |
| ------------------------------------------------------------ | ------------------ | -------- | -------- | -------- | -------- | -------- | -------- | ------- | -------- |
| Alison Thorogood                                             | Kajak egyes 500 m  | 1:57,63  | 4.       | 11.      | 1:58,23  | 8.       | 14.      | kiesett | kiesett  |
| Hilary Dresser Andrea Dallaway Alison Thorogood Sandra Troop | Kajak négyes 500 m | 1:40,22  | 7.       | 13.      | 1:41,24  | 5.       | 9.       | kiesett | kiesett  |

### Szlalom
Férfi
| Versenyző                         | Versenyszám | Döntő    | Döntő    | Döntő    | Döntő    | Döntő         | Helyezés |
| Versenyző                         | Versenyszám | 1. futam | 1. futam | 2. futam | 2. futam | Jobb eredmény | Helyezés |
| Versenyző                         | Versenyszám | Pont     | Hely.    | Pont     | Hely.    | Pont          | Helyezés |
| --------------------------------- | ----------- | -------- | -------- | -------- | -------- | ------------- | -------- |
| Richard Fox                       | Kajak egyes | 119,73   | 22.      | 108,85   | 3.       | 108,85        | 4.       |
| Melvyn Jones                      | Kajak egyes | 110,40   | 4.       | 130,70   | 30.      | 110,40        | 7.       |
| Ian Raspin                        | Kajak egyes | 116,91   | 18.      | 115,52   | 12.      | 115,52        | 20.      |
| Mark Delaney                      | Kenu egyes  | 146,66   | 24.      | 139,61   | 22.      | 139,61        | 25.      |
| Gareth Marriott                   | Kenu egyes  | 126,13   | 10.      | 116,48   | 2.       | 116,48        |          |
| Andrew Clough Iain Clough         | Kenu kettes | 140,56   | 8.       | 135,82   | 9.       | 135,82        | 12.      |
| Christopher Arrowsmith Paul Brain | Kenu kettes | 174,50   | 17.      | 211,89   | 16.      | 174,50        | 17.      |

Női
| Versenyző    | Versenyszám | Döntő    | Döntő    | Döntő    | Döntő    | Döntő         | Helyezés |
| Versenyző    | Versenyszám | 1. futam | 1. futam | 2. futam | 2. futam | Jobb eredmény | Helyezés |
| Versenyző    | Versenyszám | Pont     | Hely.    | Pont     | Hely.    | Pont          | Helyezés |
| ------------ | ----------- | -------- | -------- | -------- | -------- | ------------- | -------- |
| Rachel Fox   | Kajak egyes | 148,82   | 12.      | 147,64   | 11.      | 147,64        | 16.      |
| Karen Like   | Kajak egyes | 148,34   | 11.      | 142,26   | 9.       | 142,26        | 13.      |
| Lynn Simpson | Kajak egyes | 140,38   | 5.       | 144,24   | 10.      | 140,38        | 10.      |

## Kerékpározás

### Országúti kerékpározás
Férfi
| Versenyző                                                         | Versenyszám     | Idő             | Helyezés |
| ----------------------------------------------------------------- | --------------- | --------------- | -------- |
| David Alan Cook                                                   | Mezőnyverseny   | 4:35:56(+0:35)  | 60.      |
| Simeon Hempsall                                                   | Mezőnyverseny   | 4:35:56(+0:35)  | 36.      |
| Matthew Stephens                                                  | Mezőnyverseny   | 4:35:56(+0:35)  | 61.      |
| Gary Dighton Stephen Farrell Matthew Illingworth Peter Longbottom | Csapat időfutam | 2:12:14(+10:35) | 14.      |

Női
| Versenyző    | Versenyszám   | Idő            | Helyezés |
| ------------ | ------------- | -------------- | -------- |
| Sally Hodge  | Mezőnyverseny | 2:14:10(+9:28) | 45.      |
| Louise Jones | Mezőnyverseny | 2:08:13(+3:31) | 40.      |
| Marie Purvis | Mezőnyverseny | 2:05:03(+0:21) | 24.      |

### Pálya-kerékpározás
Üldözőversenyek
| Versenyző                                           | Versenyszám                | Selejtező | Selejtező | Negyeddöntő                                                                                            | Negyeddöntő | Negyeddöntő | Elődöntő                        | Elődöntő  | Elődöntő | Döntő                           | Döntő     | Helyezés |
| Versenyző                                           | Versenyszám                | Idő       | Hely.     | Ellenfél Idő                                                                                           | Saját idő   | Hely.       | Ellenfél Idő                    | Saját idő | Hely.    | Ellenfél Idő                    | Saját idő | Helyezés |
| --------------------------------------------------- | -------------------------- | --------- | --------- | --- | ----------- | ----------- | ------------------------------- | --------- | -------- | ------------------------------- | --------- | -------- |
| Chris Boardman                                      | Férfi egyéni üldözőverseny | 4:27,357  | 1.        | Jan Petersen (DEN) · lekörözték                                                                        | 4:24,496    | 1.          | Mark Kingsland (AUS) · 4:32,716 | 4:29,332  | 2.       | Jens Lehmann (GER) · lekörözték | 3:21,649  |          |
| Chris Boardman Paul Jennings Bryan Steel Glen Sword | Férfi csapat üldözőverseny | 4:19,126  | 5.        | Dánia (DEN) · Ken Frost · Jimmi Madsen · Klaus Nielsen · Jan Bo Petersen · Michael Sandstød · 4:12,270 | 4:14,350    | 5.          | kiesett                         | kiesett   | kiesett  | kiesett                         | kiesett   | 5.       |

Időfutam
| Versenyző       | Versenyszám           | Idő      | Helyezés |
| --------------- | --------------------- | -------- | -------- |
| Anthony Stirrat | Férfi egyéni időfutam | 1:06,522 | 14.      |

Pontversenyek
| Versenyző        | Versenyszám       | Selejtező | Selejtező | Selejtező | Selejtező | Döntő     | Döntő | Helyezés |
| Versenyző        | Versenyszám       | Csoport   | lekörözés | Pont      | Hely.     | lekörözés | Pont  | Helyezés |
| ---------------- | ----------------- | --------- | --------- | --------- | --------- | --------- | ----- | -------- |
| Simon Lillistone | Férfi pontverseny | A         | -         | 9         | 1.        | -         | 5     | 18.      |

## Lovaglás
Díjlovaglás
| Versenyző                                        | Ló                                | Versenyszám | Selejtező | Selejtező | Selejtező | Selejtező | Selejtező | Selejtező | Selejtező | Selejtező | Selejtező | Selejtező | Selejtező  | Selejtező  | Döntő   | Döntő   | Döntő   | Döntő   | Döntő   | Döntő   | Döntő   | Döntő   | Döntő   | Döntő   | Döntő      | Helyezés |
| Versenyző                                        | Ló                                | Versenyszám | 1. kör    | 1. kör    | 2. kör    | 2. kör    | 3. kör    | 3. kör    | 4. kör    | 4. kör    | 5. kör    | 5. kör    | Összesítés | Összesítés | 1. kör  | 1. kör  | 2. kör  | 2. kör  | 3. kör  | 3. kör  | 4. kör  | 4. kör  | 5. kör  | 5. kör  | Összesítés | Helyezés |
| Versenyző                                        | Ló                                | Versenyszám | Pont      | Hely.     | Pont      | Hely.     | Pont      | Hely.     | Pont      | Hely.     | Pont      | Hely.     | Pont       | Hely.      | Pont    | Hely.   | Pont    | Hely.   | Pont    | Hely.   | Pont    | Hely.   | Pont    | Hely.   | Pont       | Helyezés |
| ------------------------------------------------ | --------------------------------- | ----------- | --------- | --------- | --------- | --------- | --------- | --------- | --------- | --------- | --------- | --------- | ---------- | ---------- | ------- | ------- | ------- | ------- | ------- | ------- | ------- | ------- | ------- | ------- | ---------- | -------- |
| Emile Faurie                                     | Virtu                             | Egyéni      | 303       | 23.       | 299       | 26.       | 304       | 24.       | 311       | 10.       | 296       | 28.       | 1513       | 21.        | kiesett | kiesett | kiesett | kiesett | kiesett | kiesett | kiesett | kiesett | kiesett | kiesett | kiesett    | 21.      |
| Laura Fry                                        | Quarryman                         | Egyéni      | 304       | 20.       | 295       | 30.       | 303       | 26.       | 293       | 26.       | 291       | 33.       | 1486       | 29.*       | kiesett | kiesett | kiesett | kiesett | kiesett | kiesett | kiesett | kiesett | kiesett | kiesett | kiesett    | 29.*     |
| Carl Hester                                      | Giorgione                         | Egyéni      | 310       | 10.       | 317       | 12.       | 294       | 36.       | 298       | 19.       | 304       | 17.       | 1523       | 17.        | 243     | 16.     | 253     | 16.     | 254     | 15.     | 258     | 16.     | 246     | 16.     | 1254       | 16.      |
| Carol Parsons                                    | Vashkar                           | Egyéni      | 297       | 31.       | 292       | 34.       | 295       | 34.       | 291       | 28.       | 293       | 31.       | 1468       | 33.        | kiesett | kiesett | kiesett | kiesett | kiesett | kiesett | kiesett | kiesett | kiesett | kiesett | kiesett    | 33.      |
| Emile Faurie Laura Fry Carl Hester Carol Parsons | Virtu Quarryman Giorgione Vashkar | Csapat      |           |           |           |           |           |           |           |           |           |           |            |            |         |         |         |         |         |         |         |         |         |         | 4522       | 7.       |

Díjugratás
| Versenyző                                                 | Ló                                   | Versenyszám | Selejtező | Selejtező | Selejtező | Selejtező | Selejtező | Selejtező     | Selejtező  | Selejtező  | Döntő         | Döntő         | Döntő   | Döntő   | Végeredmény | Végeredmény |
| Versenyző                                                 | Ló                                   | Versenyszám | 1. kör    | 1. kör    | 2. kör    | 2. kör    | 2. kör    | 3. kör        | Összesítés | Összesítés | 1. kör        | 1. kör        | 2. kör  | 2. kör  | Végeredmény | Végeredmény |
| Versenyző                                                 | Ló                                   | Versenyszám | Pont      | Hely.     | Pont      | Össz.     | Hely.     | Pont          | Pont       | Hely.      | Bünt.         | Hely.         | Bünt.   | Hely.   | Pont/Bünt   | Helyezés    |
| --------------------------------------------------------- | ------------------------------------ | ----------- | --------- | --------- | --------- | --------- | --------- | ------------- | ---------- | ---------- | ------------- | ------------- | ------- | ------- | ----------- | ----------- |
| Timothy Grubb                                             | Denizen                              | Egyéni      | 49,50     | 38.       | 50,50     | 100,00    | 37.       | 81,00         | 181,00     | 13.        | nem ért célba | nem ért célba | kiesett | kiesett | kiesett     | 43.         |
| Nick Skelton                                              | Dollar Girl                          | Egyéni      | 0,00      | 81.       | 56,0      | 56,00     | 63.       | nem ért célba | 56,00      | 70.        | kiesett       | kiesett       | kiesett | kiesett | 56,00       | 70.         |
| John Whitaker                                             | Milton                               | Egyéni      | 82,50     | 1.        | 72,50     | 155,00    | 4.        |               | 155,00     | 27.        | 0,00          | 1.            | 19,25   | 18.     | 19,25       | 14.         |
| Michael Whitaker                                          | Mon Santa                            | Egyéni      | 70,50     | 13.       | 72,50     | 143,00    | 10.       |               | 143,00     | 37.        | 8,00          | 14.           | 12,00   | 12.     | 20,00       | 15.         |
| Timothy Grubb Nick Skelton John Whitaker Michael Whitaker | Denizen Dollar Girl Milton Mon Santa | Csapat      |           |           |           |           |           |               |            |            | 12,75         | 5.            | 16,00   | 6.      | 28,75       | 7.          |

Lovastusa
| Versenyző                                                      | Ló                                           | Versenyszám | Díjlovaglás | Díjlovaglás | Tereplovaglás | Tereplovaglás | Tereplovaglás | Díjugratás | Díjugratás | Végeredmény | Végeredmény |
| Versenyző                                                      | Ló                                           | Versenyszám | Bünt.       | Hely.       | Bünt.         | Hely.         | Össz.         | Bünt.      | Hely.      | Bünt.       | Helyezés    |
| -------------------------------------------------------------- | -------------------------------------------- | ----------- | ----------- | ----------- | ------------- | ------------- | ------------- | ---------- | ---------- | ----------- | ----------- |
| Ian Stark                                                      | Murphy Himself                               | Egyéni      | 44,20       | 2.          | kizárták      | kizárták      | kiesett       | kiesett    | kiesett    | kiesett     | kiesett     |
| Karen Straker-Dixon                                            | Get Smart                                    | Egyéni      | 44,60       | 3.          | 42,80         | 14.           | 7.            | 5,00       | 9.         | 92,40       | 6.          |
| Mary Thomson-King                                              | King William                                 | Egyéni      | 47,20       | 4.          | 33,20         | 9.            | 4.            | 25,00      | 55.        | 105,40      | 9.          |
| Richard Walker                                                 | Jacana                                       | Egyéni      | 58,00       | 19.         | 150,80        | 58.           | 57.           | 0,00       | 1.         | 208,80      | 55.         |
| Ian Stark Karen Straker-Dixon Mary Thomson-King Richard Walker | Murphy Himself Get Smart King William Jacana | Csapat      | 149,80      | 1.          | 226,80        | 9.            | 6.            | 30,00      | 7.         | 406,60      | 6.          |

## Műugrás
Férfi
| Versenyző     | Versenyszám        | Elődöntő | Elődöntő | Döntő   | Döntő    |
| Versenyző     | Versenyszám        | Pont     | Helyezés | Pont    | Helyezés |
| ------------- | ------------------ | -------- | -------- | ------- | -------- |
| Robert Morgan | Egyéni műugrás     | 366,66   | 15.      | kiesett | kiesett  |
| Robert Morgan | Egyéni toronyugrás | 384,09   | 11.      | 568,59  | 5.       |

Női
| Versenyző    | Versenyszám        | Elődöntő | Elődöntő | Döntő   | Döntő    |
| Versenyző    | Versenyszám        | Pont     | Helyezés | Pont    | Helyezés |
| ------------ | ------------------ | -------- | -------- | ------- | -------- |
| Naomi Bishop | Egyéni műugrás     | 261,81   | 19.      | kiesett | kiesett  |
| Hayley Allen | Egyéni toronyugrás | 292,77   | 8.       | 317,85  | 12.      |
| Lesley Ward  | Egyéni toronyugrás | 242,16   | 25.      | kiesett | kiesett  |

## Ökölvívás
| Versenyző           | Versenyszám   | Selejtező                     | Nyolcaddöntő                               | Negyeddöntő                         | Elődöntő                  | Döntő             | Helyezés |
| Versenyző           | Versenyszám   | Ellenfél Eredmény             | Ellenfél Eredmény                          | Ellenfél Eredmény                   | Ellenfél Eredmény         | Ellenfél Eredmény | Helyezés |
| ------------------- | ------------- | ----------------------------- | ------------------------------------------ | ----------------------------------- | ------------------------- | ----------------- | -------- |
| Rowan Williams      | Papírsúly     | erőnyerő                      | Stephen Ahialey (GHA) · 11-3               | Roel Velasco (PHI) · 6-17           | kiesett                   | kiesett           | 5.       |
| Paul Ingle          | Légsúly       | Alexander Baba (GHA) · 9-7    | Cshö Csholszu (Choi Chol-su) (PRK) · 12-13 | kiesett                             | kiesett                   | kiesett           | 9.       |
| Brian Carr          | Pehelysúly    | Faustino Reyes (ESP) · 10-22  | kiesett                                    | kiesett                             | kiesett                   | kiesett           | 17.      |
| Alan Vaughan        | Könnyűsúly    | William Irwin (CAN) · RSC     | kiesett                                    | kiesett                             | kiesett                   | kiesett           | 17.      |
| Peter Richardson    | Kisváltósúly  | Vernon Forrest (USA) · 14-8   | Nyamaagiin Altankhuyag (MGL) · 21-4        | Leonard Doroftei (ROU) · 7-20       | kiesett                   | kiesett           | 5.       |
| Adrian Carew-Dodson | Váltósúly     | Kavakami Maszasi (JPN) · RSC  | Vastag Ferenc (ROU) · 5-6                  | kiesett                             | kiesett                   | kiesett           | 9.       |
| Robin Reid          | Nagyváltósúly | Marcus Thomas (BAR) · KO      | Leonidas Maleckis (LTU) · 10-3             | Ole Klemetsen (NOR) · 20-10         | Orhan Delibas (NED) · 3-8 | kiesett           |          |
| Mark Edwards        | Középsúly     | Chris Byrd (USA) · 3-21       | kiesett                                    | kiesett                             | kiesett                   | kiesett           | 17.      |
| Stephen Wilson      | Félnehézsúly  | erőnyerő                      | Michaelo Masoe (ASA) · 12-8                | Rosztiszlav Zaulicsnij (EUN) · 0-13 | kiesett                   | kiesett           | 5.       |
| Paul Lawson         | Nehézsúly     | Danell Nicholson (USA) · 2-10 | kiesett                                    | kiesett                             | kiesett                   | kiesett           | 17.      |

RSC - a játékvezető megállította a mérkőzést

## Öttusa
| Versenyző                                       | Versenyszám | Vívás    | Vívás | Vívás    | Úszás  | Úszás | Úszás | Lövészet | Lövészet | Lövészet | Futás   | Futás | Futás | Lovaglás | Lovaglás | Lovaglás | Összesen    | Összesen |
| Versenyző                                       | Versenyszám | Pontszám | Pont  | Hely.    | Idő    | Pont  | Hely. | Eredmény | Pont     | Hely.    | Idő     | Pont  | Hely. | Idő      | Pont     | Hely.    | Összes pont | Helyezés |
| ----------------------------------------------- | ----------- | -------- | ----- | -------- | ------ | ----- | ----- | -------- | -------- | -------- | ------- | ----- | ----- | -------- | -------- | -------- | ----------- | -------- |
| Graham Brookhouse                               | Egyéni      | 32-33    | 762   | 40.****  | 3:16,1 | 1304  | 6.    | 183      | 1015     | 40.*     | 13:28,3 | 1141  | 24.   | 1:32,5   | 1070     | 5.       | 5292        | 8.       |
| Dominic Mahony                                  | Egyéni      | 34-31    | 769   | 28.***** | 3:36,5 | 1140  | 58.   | 175      | 895      | 57.      | 13:21,5 | 1162  | 17.   | 1:27,7   | 1040     | 11.      | 5033        | 36.      |
| Richard Phelps                                  | Egyéni      | 42-23    | 932   | 5.       | 3:15,3 | 1312  | 5.    | 177      | 925      | 53.**    | 13:16,6 | 1177  | 14.   | 1:40,5   | 900      | 41.      | 5246        | 13.      |
| Graham Brookhouse Dominic Mahony Richard Phelps | Csapat      |          | 2490  | 6.***    |        | 3756  | 5.    |          | 2835     | 14.      |         | 3480  | 6.    |          | 3010     | 3.       | 15571       | 6.       |

* - egy másik versenyzővel/csapattal azonos időt ért el

** - két másik versenyzővel azonos eredményt ért el

*** - három másik csapattal azonos eredményt ért el

**** - négy másik versenyzővel azonos eredményt ért el

***** - nyolc másik versenyzővel azonos eredményt ért el

## Sportlövészet
Férfi
| Versenyző     | Versenyszám           | Selejtező | Selejtező | Döntő   | Döntő    |
| Versenyző     | Versenyszám           | Pont      | Helyezés  | Pont    | Helyezés |
| ------------- | --------------------- | --------- | --------- | ------- | -------- |
| Adrian Breton | Gyorstüzelő pisztoly  | 571       | 28.*      | kiesett | kiesett  |
| Nigel Wallace | Légpuska              | 579       | 37.       | kiesett | kiesett  |
| Alister Allan | Sportpuska, összetett | 1140      | 38.*      | kiesett | kiesett  |
| Alister Allan | Sportpuska, fekvő     | 588       | 43.****   | kiesett | kiesett  |
| David Chapman | Futócéllövészet       | 547       | 22.*      | kiesett | kiesett  |

Nyílt
| Versenyző       | Versenyszám | Selejtező | Selejtező | Elődöntő | Elődöntő | Döntő   | Döntő    |
| Versenyző       | Versenyszám | Pont      | Helyezés  | Pont     | Helyezés | Pont    | Helyezés |
| --------------- | ----------- | --------- | --------- | -------- | -------- | ------- | -------- |
| Kevin Gill      | Trap        | 141       | 25.***    | kiesett  | kiesett  | kiesett | kiesett  |
| Andrew Austin   | Skeet       | 146       | 23.       | 195      | 21.**    | kiesett | kiesett  |
| Diane Le Grelle | Skeet       | 136       | 59.       | kiesett  | kiesett  | kiesett | kiesett  |

* - egy másik versenyzővel azonos eredményt ért el

** - két másik versenyzővel azonos eredményt ért el

*** - három másik versenyzővel azonos eredményt ért el

**** - négy másik versenyzővel azonos eredményt ért el

## Súlyemelés
| Versenyző      | Versenyszám | Szakítás | Szakítás | Lökés    | Lökés    | Összesen | Helyezés |
| Versenyző      | Versenyszám | Eredmény | Helyezés | Eredmény | Helyezés | Összesen | Helyezés |
| -------------- | ----------- | -------- | -------- | -------- | -------- | -------- | -------- |
| Anthony Morgan | 75 kg       | 137,5    | 24.      | 165,0    | 28.      | 302,5    | 26.      |
| Andrew Callard | 82,5 kg     | 142,5    | 20.      | 182,5    | 20.      | 325,0    | 20.      |
| David Morgan   | 82,5 kg     | 160,0    | 9.       | 185,0    | 16.      | 345,0    | 15.      |
| Keith Boxell   | 90 kg       | 145,0    | 19.      | 177,5    | 18.      | 322,5    | 18.      |
| Peter May      | 90 kg       | 160,0    | 7.       | 195,0    | 7.       | 355,0    | 7.       |
| Raymond Kopka  | 110 kg      | 160,0    | 18.      | 190,0    | 19.      | 350,0    | 17.      |

## Szinkronúszás
| Versenyző                   | Versenyszám | Selejtező           | Selejtező           | Selejtező       | Selejtező  | Selejtező  | Döntő           | Döntő      | Helyezés |
| Versenyző                   | Versenyszám | Technikai gyakorlat | Technikai gyakorlat | Zenés gyakorlat | Összesítés | Összesítés | Zenés gyakorlat | Összesítés | Helyezés |
| Versenyző                   | Versenyszám | Pont                | Hely.               | Pont            | Pont       | Hely.      | Pont            | Pont       | Helyezés |
| --------------------------- | ----------- | ------------------- | ------------------- | --------------- | ---------- | ---------- | --------------- | ---------- | -------- |
| Natasha Haynes              | Egyéni      | 84,495              | 27.                 | kiesett         | kiesett    | kiesett    | kiesett         | kiesett    | kiesett  |
| Kerry Shacklock             | Egyéni      | 86,799              | 12.                 | 92,200          | 178,999    | 7.         | 93,040          | 179,839    | 7.       |
| Laila Vakil                 | Egyéni      | 83,934              | 30.                 | kiesett         | kiesett    | kiesett    | kiesett         | kiesett    | kiesett  |
| Kerry Shacklock Laila Vakil | Páros       | 85,366              | 7.                  | 92,880          | 178,246    | 6.         | 94,000          | 179,366    | 6.       |

## Tenisz
Férfi
| Versenyző                           | Versenyszám | 64-es főtábla                          | 32-es főtábla                                                            | Nyolcaddöntő      | Negyeddöntő       | Elődöntő          | Döntő             | Helyezés |
| Versenyző                           | Versenyszám | Ellenfél Eredmény                      | Ellenfél Eredmény                                                        | Ellenfél Eredmény | Ellenfél Eredmény | Ellenfél Eredmény | Ellenfél Eredmény | Helyezés |
| ----------------------------------- | ----------- | -------------------------------------- | ------------------------------------------------------------------------ | ----------------- | ----------------- | ----------------- | ----------------- | -------- |
| Andrew Castle                       | Egyes       | Sergi Bruguera (ESP) · 1-6, 2-6, 3-6   | kiesett                                                                  | kiesett           | kiesett           | kiesett           | kiesett           | 33.      |
| Christopher Wilkinson               | Egyes       | Júnesz el-Ajnávi (MAR) · 4-6, 1-6, 5-7 | kiesett                                                                  | kiesett           | kiesett           | kiesett           | kiesett           | 33.      |
| Andrew Castle Christopher Wilkinson | Páros       |                                        | Argentína (ARG) · Javier Frana · Christian Miniussi · 3-6, 4-6, 6-7(1–7) | kiesett           | kiesett           | kiesett           | kiesett           | 17.      |

Női
| Versenyző                 | Versenyszám | 64-es főtábla                              | 32-es főtábla                                                               | Nyolcaddöntő      | Negyeddöntő       | Elődöntő          | Döntő             | Helyezés |
| Versenyző                 | Versenyszám | Ellenfél Eredmény                          | Ellenfél Eredmény                                                           | Ellenfél Eredmény | Ellenfél Eredmény | Ellenfél Eredmény | Ellenfél Eredmény | Helyezés |
| ------------------------- | ----------- | ------------------------------------------ | --------------------------------------------------------------------------- | ----------------- | ----------------- | ----------------- | ----------------- | -------- |
| Sara Gomer                | Egyes       | Samantha Smith (GBR) · 6-2, 3-6, 1-6       | kiesett                                                                     | kiesett           | kiesett           | kiesett           | kiesett           | 33.      |
| Monique Javer             | Egyes       | Barbara Paulus (AUT) · 7-6(11–9), 4-6, 3-6 | kiesett                                                                     | kiesett           | kiesett           | kiesett           | kiesett           | 33.      |
| Samantha Smith            | Egyes       | Sara Gomer (GBR) · 2-6, 6-3, 6-1           | Natallja Zverava (EUN) · 1-6, 2-6                                           | kiesett           | kiesett           | kiesett           | kiesett           | 17.      |
| Samantha Smith Clare Wood | Páros       |                                            | Olaszország (ITA) · Raffaella Reggi-Concato · Laura Garrone · 7-5, 1-6, 3-6 | kiesett           | kiesett           | kiesett           | kiesett           | 17.      |

## Tollaslabda
| Versenyző                     | Versenyszám | Selejtező                                      | 32-es főtábla                                                                 | Nyolcaddöntő                                                        | Negyeddöntő                                                  | Elődöntő          | Döntő             | Helyezés |
| Versenyző                     | Versenyszám | Ellenfél Eredmény                              | Ellenfél Eredmény                                                             | Ellenfél Eredmény                                                   | Ellenfél Eredmény                                            | Ellenfél Eredmény | Ellenfél Eredmény | Helyezés |
| ----------------------------- | ----------- | ---------------------------------------------- | ----------------------------------------------------------------------------- | ------------------------------------------------------------------- | ------------------------------------------------------------ | ----------------- | ----------------- | -------- |
| Darren Hall                   | Férfi egyes | David Humble (CAN) · 15-6, 15-4                | Csao Csien-hua (Zhao Jianhua) (CHN) · 6-15, 9-15                              | kiesett                                                             | kiesett                                                      | kiesett           | kiesett           | 17.      |
| Anders Nielsen                | Férfi egyes | Kookasemkit Sompol (THA) · 18-16, 12-15, 16-17 | kiesett                                                                       | kiesett                                                             | kiesett                                                      | kiesett           | kiesett           | 33.      |
| Joanne Muggeridge             | Női egyes   | Christelle Mol (FRA) · 11-5, 11-7              | Madhumita Bist (IND) · 11-7, 11-8                                             | Huang Hua (CHN) · 3-11, 2-11                                        | kiesett                                                      | kiesett           | kiesett           | 9.       |
| Helen Troke                   | Női egyes   | erőnyerő                                       | Tang Csiu-hung (Tang Jiuhong) (CHN) · 3-11, 1-11                              | kiesett                                                             | kiesett                                                      | kiesett           | kiesett           | 17.      |
| Christopher Hunt Andy Goode   | Férfi páros |                                                | Japán (JPN) · Macsida Fumihiko · Mija Kódzsi · 15-10, 9-15, 15-12             | Dél-Korea (KOR) · Lee Sang-Bok · Son Jin-Hwan · 2-15, 15-7, 4-15    | kiesett                                                      | kiesett           | kiesett           | 9.       |
| Nicholas Ponting David Wright | Férfi páros |                                                | Németország (GER) · Stefan Frey · Stephan Kuhl · 15-7, 15-9                   | Indonézia (INA) · Rexy Mainaky · Ricky Subagja · 3-15, 9-15         | kiesett                                                      | kiesett           | kiesett           | 9.       |
| Julie Bradbury Gillian Clark  | Női páros   |                                                | Indonézia (INA) · Erma Sulistyaningsih · Rosiana Tendean · 15-10, 4-15, 17-15 | Németország (GER) · Kerstin Ubben · Katrin Schmidt · 18-14, 15-5    | Dél-Korea (KOR) · Hvang Hjejong · Csong Szojong · 5-15, 5-15 | kiesett           | kiesett           | 5.       |
| Gillian Gowers Sara Sankey    | Női páros   |                                                | Franciaország (FRA) · Virginie Delvingt · Christelle Mol · 15-7, 15-7         | Svédország (SWE) · Catrine Bengtsson · Maria Bengtsson · 8-15, 8-15 | kiesett                                                      | kiesett           | kiesett           | 9.       |

## Torna
Férfi
| Versenyző                                                                            | Versenyszám      | Selejtező | Selejtező | Döntő    | Döntő    |
| Versenyző                                                                            | Versenyszám      | Pontszám  | Helyezés  | Pontszám | Helyezés |
| ------------------------------------------------------------------------------------ | ---------------- | --------- | --------- | -------- | -------- |
| Terence Bartlett                                                                     | Talaj            | 18,975    | 47.       | kiesett  | kiesett  |
| Terence Bartlett                                                                     | Ugrás            | 18,600    | 74.       | kiesett  | kiesett  |
| Terence Bartlett                                                                     | Korlát           | 18,650    | 67.       | kiesett  | kiesett  |
| Terence Bartlett                                                                     | Nyújtó           | 18,925    | 53.       | kiesett  | kiesett  |
| Terence Bartlett                                                                     | Gyűrű            | 18,500    | 79.       | kiesett  | kiesett  |
| Terence Bartlett                                                                     | Lólengés         | 16,625    | 90.       | kiesett  | kiesett  |
| Terence Bartlett                                                                     | Egyéni összetett | 110,275   | 82.       | kiesett  | kiesett  |
| Paul Bowler                                                                          | Talaj            | 9,525     | 90.       | kiesett  | kiesett  |
| Paul Bowler                                                                          | Ugrás            | 18,825    | 55.       | kiesett  | kiesett  |
| Paul Bowler                                                                          | Korlát           | 9,150     | 93.       | kiesett  | kiesett  |
| Paul Bowler                                                                          | Nyújtó           | 9,450     | 92.       | kiesett  | kiesett  |
| Paul Bowler                                                                          | Gyűrű            | 9,550     | 92.       | kiesett  | kiesett  |
| Paul Bowler                                                                          | Lólengés         | 9,000     | 92.       | kiesett  | kiesett  |
| Paul Bowler                                                                          | Egyéni összetett | 65,500    | 92.       | kiesett  | kiesett  |
| Marvin Campbell                                                                      | Talaj            | 18,525    | 77.       | kiesett  | kiesett  |
| Marvin Campbell                                                                      | Ugrás            | 18,450    | 87.       | kiesett  | kiesett  |
| Marvin Campbell                                                                      | Korlát           | 17,200    | 91.       | kiesett  | kiesett  |
| Marvin Campbell                                                                      | Nyújtó           | 17,150    | 91.       | kiesett  | kiesett  |
| Marvin Campbell                                                                      | Gyűrű            | 18,450    | 82.       | kiesett  | kiesett  |
| Marvin Campbell                                                                      | Lólengés         | 17,200    | 89.       | kiesett  | kiesett  |
| Marvin Campbell                                                                      | Egyéni összetett | 106,975   | 88.       | kiesett  | kiesett  |
| David Cox                                                                            | Talaj            | 18,550    | 75.       | kiesett  | kiesett  |
| David Cox                                                                            | Ugrás            | 18,675    | 67.       | kiesett  | kiesett  |
| David Cox                                                                            | Korlát           | 17,600    | 89.       | kiesett  | kiesett  |
| David Cox                                                                            | Nyújtó           | 18,200    | 83.       | kiesett  | kiesett  |
| David Cox                                                                            | Gyűrű            | 18,275    | 84.       | kiesett  | kiesett  |
| David Cox                                                                            | Lólengés         | 17,575    | 87.       | kiesett  | kiesett  |
| David Cox                                                                            | Egyéni összetett | 108,875   | 85.       | kiesett  | kiesett  |
| James Michael May                                                                    | Talaj            | 19,025    | 40.       | kiesett  | kiesett  |
| James Michael May                                                                    | Ugrás            | 19,175    | 11.       | kiesett  | kiesett  |
| James Michael May                                                                    | Korlát           | 18,900    | 46.       | kiesett  | kiesett  |
| James Michael May                                                                    | Nyújtó           | 18,400    | 79.       | kiesett  | kiesett  |
| James Michael May                                                                    | Gyűrű            | 19,025    | 45.       | kiesett  | kiesett  |
| James Michael May                                                                    | Lólengés         | 18,700    | 59.       | kiesett  | kiesett  |
| James Michael May                                                                    | Egyéni összetett | 113,225   | 49.       | 56,350   | 33.      |
| Neil Thomas                                                                          | Talaj            | 19,350    | 13.       | kiesett  | kiesett  |
| Neil Thomas                                                                          | Ugrás            | 19,175    | 11.       | kiesett  | kiesett  |
| Neil Thomas                                                                          | Korlát           | 18,925    | 43.       | kiesett  | kiesett  |
| Neil Thomas                                                                          | Nyújtó           | 19,025    | 46.       | kiesett  | kiesett  |
| Neil Thomas                                                                          | Gyűrű            | 19,175    | 32.       | kiesett  | kiesett  |
| Neil Thomas                                                                          | Lólengés         | 19,025    | 31.       | kiesett  | kiesett  |
| Neil Thomas                                                                          | Egyéni összetett | 114,675   | 29.       | 57,050   | 20.*     |
| Terence Bartlett Paul Bowler Marvin Campbell David Cox James Michael May Neil Thomas | Csapat összetett |           |           | 558,100  | 12.      |

Női
| Versenyző      | Versenyszám      | Selejtező | Selejtező | Döntő    | Döntő    |
| Versenyző      | Versenyszám      | Pontszám  | Helyezés  | Pontszám | Helyezés |
| -------------- | ---------------- | --------- | --------- | -------- | -------- |
| Sarah Mercer   | Talaj            | 19,125    | 66.       | kiesett  | kiesett  |
| Sarah Mercer   | Ugrás            | 19,449    | 60.       | kiesett  | kiesett  |
| Sarah Mercer   | Felemás korlát   | 19,237    | 60.       | kiesett  | kiesett  |
| Sarah Mercer   | Gerenda          | 18,574    | 78.       | kiesett  | kiesett  |
| Sarah Mercer   | Egyéni összetett | 76,385    | 67.       | kiesett  | kiesett  |
| Rowena Roberts | Talaj            | 18,987    | 74.       | kiesett  | kiesett  |
| Rowena Roberts | Ugrás            | 19,174    | 85.       | kiesett  | kiesett  |
| Rowena Roberts | Felemás korlát   | 18,612    | 84.       | kiesett  | kiesett  |
| Rowena Roberts | Gerenda          | 18,562    | 79.       | kiesett  | kiesett  |
| Rowena Roberts | Egyéni összetett | 75,335    | 85.       | kiesett  | kiesett  |

* - két másik versenyzővel azonos eredményt ért el

### Ritmikus gimnasztika
| Versenyző         | Versenyszám | Selejtező | Selejtező | Selejtező | Selejtező | Selejtező | Selejtező | Selejtező | Selejtező | Selejtező | Selejtező | Döntő   | Döntő   | Döntő   | Döntő   | Döntő    | Döntő    | Döntő   | Döntő   | Döntő    | Döntő    | Helyezés |
| Versenyző         | Versenyszám | Karika    | Karika    | Kötél     | Kötél     | Buzogány  | Buzogány  | Labda     | Labda     | Összesen  | Összesen  | Karika  | Karika  | Kötél   | Kötél   | Buzogány | Buzogány | Labda   | Labda   | Összesen | Összesen | Helyezés |
| Versenyző         | Versenyszám | Pont      | Hely.     | Pont      | Hely.     | Pont      | Hely.     | Pont      | Hely.     | Pont      | Hely.     | Pont    | Hely.   | Pont    | Hely.   | Pont     | Hely.    | Pont    | Hely.   | Pont     | Hely.    | Helyezés |
| ----------------- | ----------- | --------- | --------- | --------- | --------- | --------- | --------- | --------- | --------- | --------- | --------- | ------- | ------- | ------- | ------- | -------- | -------- | ------- | ------- | -------- | -------- | -------- |
| Viva Seifert      | Egyéni      | 9,150     | 20.***    | 8,950     | 30.*      | 8,650     | 34.*      | 9,025     | 27.*      | 35,775    | 29.**     | kiesett | kiesett | kiesett | kiesett | kiesett  | kiesett  | kiesett | kiesett | kiesett  | kiesett  | 29.**    |
| Deborah Southwick | Egyéni      | 8,850     | 39.       | 9,200     | 17.*      | 9,025     | 19.*      | 9,075     | 23.**     | 36,150    | 22.       | kiesett | kiesett | kiesett | kiesett | kiesett  | kiesett  | kiesett | kiesett | kiesett  | kiesett  | 22.      |

* - egy másik versenyzővel azonos eredményt ért el

** - két másik versenyzővel azonos eredményt ért el

*** - négy másik versenyzővel azonos eredményt ért el

## Úszás
Férfi
| Versenyző                                                 | Versenyszám            | Előfutam | Előfutam | Előfutam | Döntő   | Döntő    | Döntő   | Helyezés |
| Versenyző                                                 | Versenyszám            | Idő      | Hely.    | Össz.    | Típus   | Idő      | Hely.   | Helyezés |
| --------------------------------------------------------- | ---------------------- | -------- | -------- | -------- | ------- | -------- | ------- | -------- |
| Mark Foster                                               | 50 m gyors             | 22,72    | 3.       | 8.       | A       | 22,52    | 6.      | 6.       |
| Michael Fibbens                                           | 50 m gyors             | 23,27    | 7.       | 19.      | kiesett | kiesett  | kiesett | kiesett  |
| Michael Fibbens                                           | 100 m gyors            | 50,93    | 6.       | 21.      | kiesett | kiesett  | kiesett | kiesett  |
| Paul Howe                                                 | 100 m gyors            | 51,12    | 8.       | 24.      | kiesett | kiesett  | kiesett | kiesett  |
| Paul Howe                                                 | 200 m gyors            | 1:49,86  | 5.       | 14.      | B       | 1:50,15  | 5.      | 13.      |
| Paul Palmer                                               | 200 m gyors            | 1:49,21  | 5.       | 10.      | B       | 1:48,92  | 1.      | 9.       |
| Paul Palmer                                               | 400 m gyors            | 3:51,93  | 3.       | 10.      | B       | 3:51,60  | 2.      | 10.      |
| Stephen Akers                                             | 400 m gyors            | 3:58,99  | 8.       | 28.      | kiesett | kiesett  | kiesett | kiesett  |
| Stephen Akers                                             | 1500 m gyors           | 15:46,48 | 6.       | 19.      | kiesett | kiesett  | kiesett | kiesett  |
| Ian Wilson                                                | 1500 m gyors           | 15:15,37 | 2.       | 5.       | A       | 15:13,35 | 5.      | 5.       |
| Martin Harris                                             | 100 m hát              | 57,57    | 6.       | 24.*     | kiesett | kiesett  | kiesett | kiesett  |
| Adam Ruckwood                                             | 100 m hát              | 57,75    | 5.       | 30.      | kiesett | kiesett  | kiesett | kiesett  |
| Adam Ruckwood                                             | 200 m hát              | 2:03,54  | 7.       | 24.      | kiesett | kiesett  | kiesett | kiesett  |
| Matthew O'Connor                                          | 200 m hát              | 2:05,94  | 8.       | 32.      | kiesett | kiesett  | kiesett | kiesett  |
| Adrian Moorhouse                                          | 100 m mell             | 1:02,09  | 3.       | 6.       | A       | 1:02,33  | 8.      | 8.       |
| Nick Gillingham                                           | 100 m mell             | 1:01,81  | 1.       | 4.       | A       | 1:02,32  | 7.      | 7.       |
| Nick Gillingham                                           | 200 m mell             | 2:13,42  | 1.       | 3.       | A       | 2:11,29  | 3.      |          |
| Jason Hender                                              | 200 m mell             | 2:23,10  | 8.       | 35.      | kiesett | kiesett  | kiesett | kiesett  |
| Richard Leishman                                          | 100 m pillangó         | 54,96    | 7.       | 19.      | kiesett | kiesett  | kiesett | kiesett  |
| Simon Wainwright                                          | 100 m pillangó         | 56,53    | 1.       | 41.      | kiesett | kiesett  | kiesett | kiesett  |
| Simon Wainwright                                          | 200 m pillangó         | 2:01,53  | 3.       | 22.      | kiesett | kiesett  | kiesett | kiesett  |
| John Davey                                                | 200 m vegyes           | 2:05,07  | 7.       | 18.      | kiesett | kiesett  | kiesett | kiesett  |
| Andrew Rolley                                             | 200 m vegyes           | 2:09,22  | 3.       | 36.      | kiesett | kiesett  | kiesett | kiesett  |
| Andrew Rolley                                             | 400 m vegyes           | 4:32,82  | 8.       | 25.      | kiesett | kiesett  | kiesett | kiesett  |
| Roland Lee Mark Foster Michael Fibbens Paul Howe          | 4 × 100 m gyorsváltó   | 3:21,41  | 3.       | 6.       | A       | 3:21,75  | 7.      | 7.       |
| Paul Palmer Steven Mellor Stephen Akers Paul Howe         | 4 × 200 m gyorsváltó   | 7:23,10  | 2.       | 5.       | A       | 7:22,57  | 6.      | 6.       |
| Martin Harris Nick Gillingham Richard Leishman Roland Lee | 4 × 100 m vegyes váltó | 3:43,96  | 3.       | 9.       | kiesett | kiesett  | kiesett | kiesett  |

Női
| Versenyző                                                            | Versenyszám            | Előfutam | Előfutam | Előfutam | Döntő   | Döntő   | Döntő   | Helyezés |
| Versenyző                                                            | Versenyszám            | Idő      | Hely.    | Össz.    | Típus   | Idő     | Hely.   | Helyezés |
| -------------------------------------------------------------------- | ---------------------- | -------- | -------- | -------- | ------- | ------- | ------- | -------- |
| Alison Sheppard                                                      | 50 m gyors             | 26,90    | 7.*      | 27.*     | kiesett | kiesett | kiesett | kiesett  |
| Alison Sheppard                                                      | 100 m gyors            | 58,83    | 6.*      | 31.*     | kiesett | kiesett | kiesett | kiesett  |
| Karen Pickering                                                      | 100 m gyors            | 57,17    | 4.       | 17.      | kiesett | kiesett | kiesett | kiesett  |
| Karen Pickering                                                      | 50 m gyors             | 26,78    | 3.       | 24.      | kiesett | kiesett | kiesett | kiesett  |
| Karen Pickering                                                      | 200 m gyors            | 2:01,09  | 4.       | 10.      | B       | 2:00,33 | 2.      | 10.      |
| Elizabeth Arnold                                                     | 400 m gyors            | 4:25,55  | 8.       | 25.      | kiesett | kiesett | kiesett | kiesett  |
| Elizabeth Arnold                                                     | 800 m gyors            | 8:56,04  | 5.       | 17.      | kiesett | kiesett | kiesett | kiesett  |
| Samantha Foggo                                                       | 800 m gyors            | 8:50,17  | 6.       | 13.      | kiesett | kiesett | kiesett | kiesett  |
| Samantha Foggo                                                       | 400 m gyors            | 4:22,26  | 7.       | 19.      | kiesett | kiesett | kiesett | kiesett  |
| Joanne Deakins                                                       | 100 m hát              | 1:04,38  | 6.       | 19.      | kiesett | kiesett | kiesett | kiesett  |
| Joanne Deakins                                                       | 200 m hát              | 2:14,34  | 3.       | 10.*     | B       | 2:13,91 | 2.      | 10.      |
| Katherine Read                                                       | 200 m hát              | 2:17,15  | 6.       | 21.      | kiesett | kiesett | kiesett | kiesett  |
| Katherine Read                                                       | 100 m hát              | 1:04,97  | 8.       | 24.      | kiesett | kiesett | kiesett | kiesett  |
| Susannah Brownsdon                                                   | 100 m mell             | 1:13,24  | 8.       | 23.      | kiesett | kiesett | kiesett | kiesett  |
| Susannah Brownsdon                                                   | 200 m mell             | 2:35,28  | 7.       | 21.*     | kiesett | kiesett | kiesett | kiesett  |
| Jaime King                                                           | 200 m mell             | 2:44,49  | 7.       | 33.      | kiesett | kiesett | kiesett | kiesett  |
| Jaime King                                                           | 100 m mell             | 1:13,32  | 8.       | 24.      | kiesett | kiesett | kiesett | kiesett  |
| Madeleine Campbell                                                   | 100 m pillangó         | 1:02,43  | 7.       | 20.      | kiesett | kiesett | kiesett | kiesett  |
| Samantha Purvis                                                      | 100 m pillangó         | 1:02,94  | 8.       | 28.      | kiesett | kiesett | kiesett | kiesett  |
| Samantha Purvis                                                      | 200 m pillangó         | 2:15,04  | 5.       | 13.      | B       | 2:14,47 | 5.      | 13.      |
| Helen Slatter                                                        | 200 m pillangó         | 2:20,45  | 2.       | 24.      | kiesett | kiesett | kiesett | kiesett  |
| Helen Slatter                                                        | 200 m vegyes           | 2:22,04  | 7.       | 26.      | kiesett | kiesett | kiesett | kiesett  |
| Helen Slatter                                                        | 400 m vegyes           | 4:58,24  | 8.       | 23.      | kiesett | kiesett | kiesett | kiesett  |
| Sharron Davies                                                       | 400 m vegyes           | 4:56,44  | 7.       | 21.      | kiesett | kiesett | kiesett | kiesett  |
| Sharron Davies                                                       | 200 m vegyes           | 2:19,41  | 8.       | 21.      | kiesett | kiesett | kiesett | kiesett  |
| Joanne Deakins Susannah Brownsdon Madeleine Campbell Karen Pickering | 4 × 100 m vegyes váltó | 4:16,51  | 3.       | 10.      | kiesett | kiesett | kiesett | kiesett  |

* - egy másik versenyzővel azonos időt ért el

## Vitorlázás
Férfi
| Versenyző                       | Versenyszám     | Futam | Futam  | Futam | Futam | Futam | Futam   | Futam  | Futam | Futam | Futam | Pontszám | Helyezés |
| Versenyző                       | Versenyszám     | 1     | 2      | 3     | 4     | 5     | 6       | 7      | 8     | 9     | 10    | Pontszám | Helyezés |
| ------------------------------- | --------------- | ----- | ------ | ----- | ----- | ----- | ------- | ------ | ----- | ----- | ----- | -------- | -------- |
| Barrie Edgington                | Szörfvitorlázás | 19,0  | 25,0   | 15,0  | 19,0  | 21,0  | 10,0    | (51,0) | 15,0  | 17,0  | 15,0  | 156,0    | 12.      |
| Stuart Childerley               | Finn dingi      | 5,7   | (19,0) | 11,7  | 11,7  | 18,0  | 8,0     | 13,0   |       |       |       | 68,1     | 4.       |
| Paul Brotherton Andrew Hemmings | 470-es osztály  | 17,0  | 5,7    | 3,0   | 11,7  | 23,0  | (44,0*) | 16,0   |       |       |       | 76,4     | 6.       |

Női
| Versenyző                    | Versenyszám     | Futam  | Futam | Futam | Futam  | Futam | Futam | Futam    | Futam | Futam | Futam | Pontszám | Helyezés |
| Versenyző                    | Versenyszám     | 1      | 2     | 3     | 4      | 5     | 6     | 7        | 8     | 9     | 10    | Pontszám | Helyezés |
| ---------------------------- | --------------- | ------ | ----- | ----- | ------ | ----- | ----- | -------- | ----- | ----- | ----- | -------- | -------- |
| Helen Way-Wilson             | Szörfvitorlázás | 8,0    | 5,7   | 13,0  | 5,7    | 10,0  | 14,0  | (31,0**) | 16,0  | 10,0  | 17,0  | 99,4     | 6.       |
| Shirley Robertson            | Europe          | 8,0    | 11,7  | 16,0  | (22,0) | 14,0  | 8,0   | 16,0     |       |       |       | 73,7     | 9.       |
| Helena Hay-Carr Debra Jarvis | 470-es osztály  | (24,0) | 14,0  | 17,0  | 19,0   | 18,0  | 14,0  | 15,0     |       |       |       | 97,0     | 12.      |

Nyílt
| Versenyző                        | Versenyszám     | Futam | Futam  | Futam | Futam | Futam  | Futam | Futam     | Pontszám | Helyezés |
| Versenyző                        | Versenyszám     | 1     | 2      | 3     | 4     | 5      | 6     | 7         | Pontszám | Helyezés |
| -------------------------------- | --------------- | ----- | ------ | ----- | ----- | ------ | ----- | --------- | -------- | -------- |
| David Howlett Philip Lawrence    | Csillaghajó     | 11,7  | 10,0   | 8,0   | 24,0  | 26,0   | 26,0  | (33,0***) | 105,7    | 14.      |
| Ian Rhodes David Alfred Williams | Tornádó         | 18,0  | (29,0) | 13,0  | 18,0  | 13,0   | 14,0  | 14,0      | 90,0     | 10.      |
| Peter Allam Adrian Stead         | Repülő hollandi | 3,0   | 24,0   | 22,0  | 15,0  | (26,0) | 22,0  | 21,0      | 107,0    | 15.      |

| Versenyző                                     | Versenyszám | Előfutam | Előfutam | Előfutam | Előfutam | Előfutam | Előfutam | Előfutam | Előfutam | Csoportkör | Csoportkör | Csoportkör | Csoportkör | Csoportkör | Csoportkör | Csoportkör | Kieséses szakasz             | Kieséses szakasz                        | Helyezés |
| Versenyző                                     | Versenyszám | 1        | 2        | 3        | 4        | 5        | 6        | Pont     | Hely.    | ESP        | GER        | SWE        | DEN        | USA        | Pont       | Hely.      | Elődöntő                     | Döntő                                   | Helyezés |
| --------------------------------------------- | ----------- | -------- | -------- | -------- | -------- | -------- | -------- | -------- | -------- | ---------- | ---------- | ---------- | ---------- | ---------- | ---------- | ---------- | ---------------------------- | --------------------------------------- | -------- |
| Robert Cruickshank Lawrie Smith Ossie Stewart | Soling      | (21,0)   | 0,0      | 8,0      | 10,0     | 20,0     | 10,0     | 48,0     | 5.       | 1-0        | 0-1        | 1-0        | 0-1        | 0-1        | 2          | 4.         | Egyesült Államok (USA) · 0-2 | Bronzmérkőzés · Németország (GER) · 2-1 |          |

* - nem állt rajthoz

** - nem ért célba

*** - kizárták

## Vívás
Férfi
| Versenyző                                                           | Versenyszám       | Csoportkör | Csoportkör | Selejtező                           | 32-es főtábla                           | Egyenes ág a negyeddöntőért | Egyenes ág a negyeddöntőért | Vigaszág a negyeddöntőért                | Vigaszág a negyeddöntőért               | Vigaszág a negyeddöntőért | Vigaszág a negyeddöntőért | Negyeddöntő       | Elődöntő          | Döntő             | Helyezés |
| Versenyző                                                           | Versenyszám       | Csoportkör | Csoportkör | Selejtező                           | 32-es főtábla                           | 1. kör                      | 2. kör                      | 1. kör                                   | 2. kör                                  | 3. kör                    | 4. kör                    | Negyeddöntő       | Elődöntő          | Döntő             | Helyezés |
| Versenyző                                                           | Versenyszám       | Ellenfél Eredmény | Hely.      | Ellenfél Eredmény                   | Ellenfél Eredmény                       | Ellenfél Eredmény           | Ellenfél Eredmény           | Ellenfél Eredmény                        | Ellenfél Eredmény                       | Ellenfél Eredmény         | Ellenfél Eredmény         | Ellenfél Eredmény | Ellenfél Eredmény | Ellenfél Eredmény | Helyezés |
| ------------------------------------------------------------------- | ----------------- | --- | ---------- | ----------------------------------- | --------------------------------------- | --------------------------- | --------------------------- | ---------------------------------------- | --------------------------------------- | ------------------------- | ------------------------- | ----------------- | ----------------- | ----------------- | -------- |
| Jonathan Davis                                                      | Tőr, egyéni       | 3. csoport · Érsek Zsolt (HUN) · 3-5 · Udo Wagner (GER) · 5-0 · Anatol Richter (AUT) · 5-1 · Enzo da Ponte (PAR) · 5-1 · Wong Liang Hun (SIN) · 5-2 · Eric Bravin (USA) · 4-5                 | 2.         | erőnyerő                            | Vjacseszlav Grigorjev (EUN) · 1-5, 1-5  |                             |                             | Michael Ludwig (AUT) · 5-2, 5-3          | Anatol Richter (AUT) · 1-5, 4-6         | kiesett                   | kiesett                   | kiesett           | kiesett           | kiesett           | 19.      |
| William Gosbee                                                      | Tőr, egyéni       | 5. csoport · Szerhij Holubickij (EUN) · 1-5 · Yu Bong-Hyeong (KOR) · 0-5 · Ola Kajbjer (SWE) · 3-5 · Alberto González (ARG) · 5-0 · Patrick Groc (FRA) · 5-3                                  | 5.         | Abe Kinja (JPN) · 6-5, 5-0          | Marian Sypniewski (POL) · 5-3, 4-6, 2-5 |                             |                             | Yu Bong-Hyeong (KOR) · 1-5, 6-5, 6-5     | Dmitrij Sevcsenko (EUN) · 0-5, 6-5, 2-5 | kiesett                   | kiesett                   | kiesett           | kiesett           | kiesett           | 24.      |
| Donald McKenzie                                                     | Tőr, egyéni       | 6. csoport · Ulrich Schreck (GER) · 3-5 · Oscar García Pérez (CUB) · 1-5 · Michael Ludwig (AUT) · 3-5 · Vu Hszing-jao (Wu Xing Yao) (HKG) · 5-2 · Nagano Josihide (JPN) · 5-4                 | 6.         | Patrice Lhôtellier (FRA) · 5-2, 5-3 | Guillermo Betancourt (CUB) · 1-5, 0-5   |                             |                             | Nagano Josihide (JPN) · 3-5, 0-5         | kiesett                                 | kiesett                   | kiesett                   | kiesett           | kiesett           | kiesett           | 32.      |
| Stephen Paul                                                        | Párbajtőr, egyéni | 2. csoport · Éric Srecki (FRA) · 3-5 · Szerhij Kravcsuk (EUN) · 1-5 · Roberto Lazzarini (BRA) · 2-5 · Jiří Douba (TCH) · 2-5 · Christopher O'Loughlin (USA) · 5-4 · Lucas Zakaria (INA) · 5-3 | 5.         | kiesett                             | kiesett                                 | kiesett                     | kiesett                     | kiesett                                  | kiesett                                 | kiesett                   | kiesett                   | kiesett           | kiesett           | kiesett           | 53.      |
| Gary Fletcher                                                       | Kard, egyéni      | 4. csoport · Alekszandr Sirsov (EUN) · 1-5 · Antonio García (ESP) · 3-5 · Köves Csaba (HUN) · 1-5 · Robert Cottingham (USA) · 5-1 · Luís Silva (POR) · 5-0                                    | 4.         | Robert Cottingham (USA) · 2-5, 2-5  | kiesett                                 | kiesett                     | kiesett                     | kiesett                                  | kiesett                                 | kiesett                   | kiesett                   | kiesett           | kiesett           | kiesett           | 33.      |
| Kirkham Zavieh                                                      | Kard, egyéni      | 5. csoport · Jean-Phillippe Daurelle (FRA) · 0-5 · Alexandru Chiculiţă (ROU) · 4-5 · Szabó Bence (HUN) · 5-4 · Csia Kuj-hua (Jia Guihua) (CHN) · 5-3                                          | 4.         | erőnyerő                            | Antonio García (ESP) · 3-5, 4-6         |                             |                             | Jean-Phillippe Daurelle (FRA) · 1-5, 3-5 | kiesett                                 | kiesett                   | kiesett                   | kiesett           | kiesett           | kiesett           | 31.      |
| Ian Williams                                                        | Kard, egyéni      | 1. csoport · Jörg Kempenich (GER) · 4-5 · Jean-François Lamour (FRA) · 2-5 · Robert Kościelniakowski (POL) · 4-5 · Daniel Grigore (ROU) · 5-4 · Számi el-Báker (KSA) · 5-1                    | 4.         | erőnyerő                            | Jörg Kempenich (GER) · 2-5, 1-5         |                             |                             | Janusz Olech (POL) · 5-3, 2-5, 1-5       | kiesett                                 | kiesett                   | kiesett                   | kiesett           | kiesett           | kiesett           | 32.      |
| Jonathan Davis William Gosbee Donald McKenzie Anthony Bartlett      | Tőr, csapat       | 1. csoport · Kuba (CUB) · 7-8 · Magyarország (HUN) · 7-9 | 3.         |                                     |                                         |                             |                             |                                          |                                         |                           |                           | kiesett           | kiesett           | kiesett           | 9.       |
| Gary Fletcher Amin Zahir Kirkham Zavieh Ian Williams James Williams | Kard, csapat      | 4. csoport · Németország (GER) · 2-9 · Lengyelország (POL) · 4-9 | 3.         |                                     |                                         |                             |                             |                                          |                                         |                           |                           | kiesett           | kiesett           | kiesett           | 12.      |

Női
| Versenyző                                                                 | Versenyszám | Csoportkör | Csoportkör | Selejtező                     | 32-es főtábla                     | Egyenes ág a negyeddöntőért      | Egyenes ág a negyeddöntőért                    | Vigaszág a negyeddöntőért | Vigaszág a negyeddöntőért | Vigaszág a negyeddöntőért | Vigaszág a negyeddöntőért | Negyeddöntő                                    | Elődöntő          | Döntő             | Helyezés |
| Versenyző                                                                 | Versenyszám | Csoportkör | Csoportkör | Selejtező                     | 32-es főtábla                     | 1. kör                           | 2. kör                                         | 1. kör                    | 2. kör                    | 3. kör                    | 4. kör                    | Negyeddöntő                                    | Elődöntő          | Döntő             | Helyezés |
| Versenyző                                                                 | Versenyszám | Ellenfél Eredmény | Hely.      | Ellenfél Eredmény             | Ellenfél Eredmény                 | Ellenfél Eredmény                | Ellenfél Eredmény                              | Ellenfél Eredmény         | Ellenfél Eredmény         | Ellenfél Eredmény         | Ellenfél Eredmény         | Ellenfél Eredmény                              | Ellenfél Eredmény | Ellenfél Eredmény | Helyezés |
| ------------------------------------------------------------------------- | ----------- | --- | ---------- | ----------------------------- | --------------------------------- | -------------------------------- | ---------------------------------------------- | ------------------------- | ------------------------- | ------------------------- | ------------------------- | ---------------------------------------------- | ----------------- | ----------------- | -------- |
| Julia Bracewell                                                           | Tőr, egyéni | 6. csoport · Jánosi Zsuzsa (HUN) · 2-5 · Elisabeta Guzganu-Tufan (ROU) · 1-5 · Anna Sobczak (POL) · 3-5 · Caitlin Bilodeaux (USA) · 4-5 · Laurence Modaine (FRA) · 1-5 · Yanina Iannuzzi (ARG) · 5-4 | 6.         | kiesett                       | kiesett                           | kiesett                          | kiesett                                        | kiesett                   | kiesett                   | kiesett                   | kiesett                   | kiesett                                        | kiesett           | kiesett           | 41.      |
| Fiona McIntosh                                                            | Tőr, egyéni | 7. csoport · Mincza Ildikó (HUN) · 0-5 · Annette Dobmeier (GER) · 1-5 · Hsziao Aj-hua (Xiao Aihua) (CHN) · 5-1 · Lydia Czuckermann-Hatuel (ISR) · 5-4 · Renée Aubin (CAN) · 4-5                      | 5.         | Mary O'Neill (USA) · 5-3, 5-0 | Stefanek Gertrúd (HUN) · 6-4, 6-4 | Thalie Tremblay (CAN) · 6-5, 5-0 | Vang Huj-feng (Wang Hui-feng) (CHN) · 5-2, 6-5 |                           |                           |                           |                           | Vang Huj-feng (Wang Hui-feng) (CHN) · 5-6, 1-5 | kiesett           | kiesett           | 8.       |
| Linda Strachan                                                            | Tőr, egyéni | 4. csoport · Olga Velicsko (EUN) · 0-5 · Zita-Eva Funkenhauser (GER) · 3-5 · Vang Huj-feng (Wang Hui-feng) (CHN) · 2-5 · Mary O'Neill (USA) · 1-5 · Montserat Esquerdo (ESP) · 5-4                   | 6.         | kiesett                       | kiesett                           | kiesett                          | kiesett                                        | kiesett                   | kiesett                   | kiesett                   | kiesett                   | kiesett                                        | kiesett           | kiesett           | 37.*     |
| Julia Bracewell Amanda Ferguson Sarah Mawby Fiona McIntosh Linda Strachan | Tőr, csapat | 2. csoport · Egyesített Csapat (EUN) · 1-9 · Magyarország (HUN) · 1-9 | 3.         |                               |                                   |                                  |                                                |                           |                           |                           |                           | kiesett                                        | kiesett           | kiesett           | 11.      |

* - egy másik versenyzővel azonos eredményt ért el